# Károlyi-kert

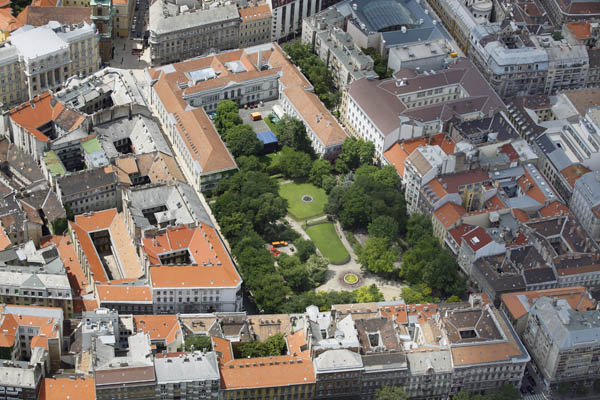
A kert légi felvételen, a kert felső végénél a Károlyi-palota látható

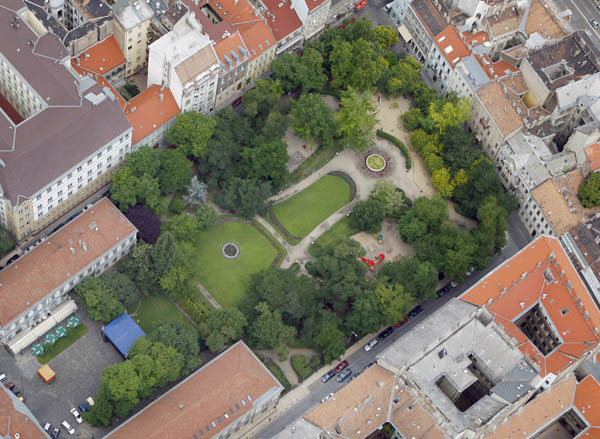
Madártávlatból

A Károlyi-kert közpark Budapest V. kerületében. A Belváros legrégibb ebben a funkciójában megmaradt kertje, valamint a kevés magyarországi palotakert között a legjobban dokumentált. A kertet északról a Ferenczy István utca, keletről a Magyar utca, délről a Henszlmann Imre utca, nyugatról a Károlyi-palota határolja. Területe a 17. század vége óta változatlanul 7625 m².
Többszöri tulajdonosváltás után, 1768-ban került a Károlyi család birtokába a palota és a hozzá tartozó kert, és egészen 1929-ig a családé is maradt. A 18. század végén barokk kertet alakítottak ki, amelynek egyes részein az akkoriban újdonságnak számító angolkert stílust alkalmazták. A 19. század első felében a palota és a kert is teljes klasszicista átalakításon esett át, miközben az 1838-as árvíz utóbbit jelentősen megrongálta. Az 1848–49-es forradalom és szabadságharc után élte a kert a fénykorát, ekkoriban egzotikus növényeket is neveltek a virágházban, a kertben pedig lugasok és egy teniszpálya is a grófi család és vendégei rendelkezésére állt. A magánkertet magas kőfal övezte, és bár tervezték, hogy lecserélik vaskerítésre, erre akkor még nem került sor.
A család nehéz anyagi helyzete miatt a 20. század elején majdnem lebontották a palotát, hogy az épület és a kert helyén bérházakat emeljenek. Ez sem történt meg, mivel akkori tulajdonosától, Károlyi Mihály exminiszterelnöktől 1929-ben állami tulajdonba került, és 1932-ben a magánkertet közparkként megnyitották a nagyközönség előtt. A II. világháborúban súlyos károkat szenvedett, majd helyreállítása után, 1970-ig volt látogatható, azután közel egy évtizedre az M3-as metróvonal-építkezés felvonulási területe lett. Mivel ezalatt növényzete szinte teljesen kipusztult, 1981-ben újra ki kellett alakítani a parkot. 1996-ban az elhasználódás miatt ismét áttervezték.
A parknak – a palota felőli kettőn kívül – öt bejárata van, de csak négy használatban. Két bekerített játszótér, külön homokozóval a gyerekeknek, van szökőkút, jelentős méretű gyepfelület az évszaknak megfelelő virágokkal, s egy árnyas részen sakkozóhely. A park stílusa ötvözi a barokk korra utaló mértanias és az angolkertre emlékeztető kialakítást kanyargós sétányokkal. Felszerelései közé tartozik egy vasútikocsi-szerű  nyilvános illemhely (vasvázas, ipari műemlék-jellegű Beetz-féle „zöld villamos”, ill. „zöldház”, korábban „László-féle olajjal szagtalanított vizelde”) és egy ivókút is. A Károlyi-kertben különleges növények már nem díszlenek, de itt található az ország egyik legidősebb fehér eperfája.

## Fekvése

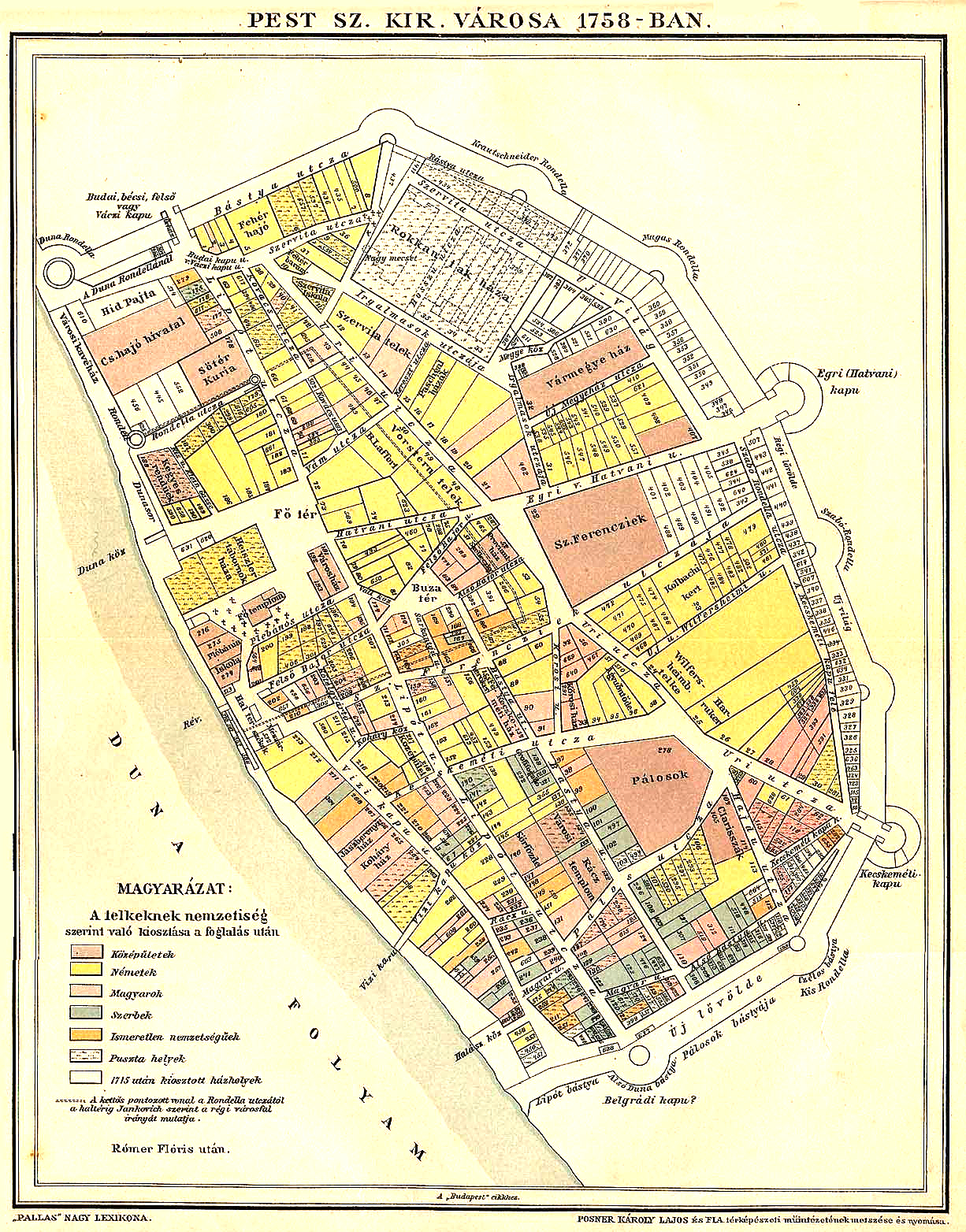
Pest városa 1758-ban. A térképen a Károlyi-palota és -kert területe még a „Wilfersheimb telke” néven szerepel

### Elhelyezkedése
A Károlyi-kert a mai Budapest V. kerületében, azaz a Belvárosban fekszik. Eredetileg a Károlyi-palota, illetve az előtte ott állt paloták magánkertje volt, 1932 óta közpark. Állandóan zárva tartott rácsos kerítéssel van elzárva a palotától és annak udvarától. A 2014-es állapot szerint a kertet nyugatról a Károlyi-palota és udvara, északról a Ferenczy utca, keletről a Magyar utca, délről a Henszlmann utca határolja, mindegyik utcáról nyílik kapu a parkba. A kert közvetlen környezete az idők folyamán többször változott. A terület mindig is Pest városához tartozott. Amikor a 15. században a várost fallal kerítették, már akkor is a falakon belül feküdt, félúton a Hatvani-kapu (a mai Astoria) és a Kecskeméti-kapu (a mai Kálvin tér északi széle) között, a falaktól csak a mai Magyar utca választotta el.
A telket körülvevő utcák nevét többször is megváltoztatták. Az 1758-as várostérképen a terület még Wilfersheimb telke néven szerepel, habár a telek tulajdonosa már Barkóczy Ferenc egri püspök volt. A Magyar utca a Szabó-Rondella utcza, illetve A Kecskeméti kapu felé nevet viseli. A Henszlmann utca még nem létezett, a telek jobb oldalán, azaz dél felé a Harruckern-telek látható. Nyugatra, a mai Károlyi utca látható, amelyet akkor Uri utczának hívtak, balra, azaz északra pedig a mai Ferenczy utca két nevet visel, Uj u. illetve Wilfersheimi utcza.
Az 1833-ból származó, Pest, Buda és Óbuda beépített területeinek vízrajzi térképén jól látható nemcsak a Károlyi-palota és -kert, de az is, hogy a kert már akkoriban el volt kerítve. A szomszédos palotának szintén nagy kertje volt, a két kert elválasztását pedig vonallal ábrázolták a térképen is. Az 1854-ből származó német nyelvű térkép szerint a mai Ferenczy utca neve Zucker Gasse, vagyis Cukor utca, a Harruckern-palota pedig új tulajdonosai után új nevet kapott: Wenckheim-palota lett a neve, és szintúgy kerttel rendelkezett, mint a Károlyi-palota, bár csak mintegy fele nagyságúval.
1867 és 1872 között kataszteri térképsorozat készült Pestről, melyen később ábrázolták az 1872 és 1920 közötti változásokat is. Itt még mindig létezik a Károlyi-palotát délről határoló Wenckheim-palota és kertje, a Ferenczy utca neve pedig Czukor utcza. Egy 1878-as térképen a Cukor utca nevét gróf Károlyi utczára változtatva látjuk.
Az 1908-ból származó Budapest közigazgatási térképsorozatán már szerepel a mai Henszlmann utca, amelyet akkor Kaplony utcának hívtak, s a lebontott Wenckheim-palota és kertje helyére időközben épült, de már szintén lebontott bérházak helyén nyitották meg, így ekkortól kezdve a Károlyi-kertet északról, délről és keletről is utca határolta.

### Megközelítése
A Károlyi-palota kitűnő belvárosi elhelyezkedésénél fogva gyalogosan, autóval és közösségi közlekedéssel is jól megközelíthető, utóbbi használata esetén, a 2023. márciusi menetrendeket alapul véve, a Kálvin térről gyalogosan (M3-as és M4-es metró illetve M3-as metrópótló busz, 47-es/48-as/49-es villamos, 15-ös busz, 72-es/83-as troli); a Ferenciek teréről szintén gyalogosan (M3-as metró, 5-ös/7-es/8E/15-ös/133E busz) illetve az Astoriától gyalogosan (M2-es metró, M3-as metrópótló busz, 47/48/49-es villamos, 9-es busz) egyaránt 5-10 perces sétával érhető el. Közvetlenül a palota előtt található egy MOL Bubi bérkerékpár-állomás is.

## Története és leírása

### Középkor
A második világháború idején, 1944-ben a polgármesteri II. ügyosztály terve alapján a kert közepén egy négyszögletes oltóvízmedence építését kezdték el, melyet légoltalmi célokra akartak használni. A munkálatok végzése közben csontvázra bukkantak, így ekkortól a munkát figyelemmel kísérte a Régészeti és Ásatási Intézet is, és így sikerült számos leletet megtalálniuk, amelyek a kert helyén egykor létezett temetőből származtak. A sírokból négy férfi, egy női és két gyermekcsontváz került elő, többé-kevésbé ép állapotban. A csontvázak mellett kisebb tárgyakat is találtak: övcsatok, bronzgyűrű, nyakperec és egy érem is. A leletek elhelyezkedése miatt várható lett volna, hogy további sírok is előkerülnek, de a háborús helyzet miatt a vízmedence ásását gyorsan be kellett fejezni. A medence oldalának hossza 18,5 méter volt, a sírokat átlagosan 2 méter mélyen találták meg. A tudomány akkori állása miatt ezekből a leletekből a temető pontos korát nem tudták meghatározni. Az előkerült érmén a Fortuna Redux felirat, hátlapján jobbra néző koszorús császári portré volt látható. 11. századi sírokban gyakori volt a régi római kori érmék obulusként való használata, a sírok többi lelete pedig más temetőkével mutat rokonságot, így a pilin-simánhegyivel, vagy a székesfehérvári Demkóhegy és Maroshegy temetőivel. Mivel ezek kora a 11. századra tehető, így valószínű, hogy a Károlyi-kerti sírok is a kora Árpád-korból származnak, és arra is rávilágítanak, hogy a korabeli Pest lakosai szegényesen éltek, és semmiképpen sem tartoztak az akkor uralkodó nemzetségekhez.
Az oltómedence építésekor a vízelvezető csatornából is leletek kerültek elő, így egy sokszögű oszloplábazat, amely a 14. században kerülhetett ide. Találtak egy cserepekkel teli középkori hulladékgödröt is. A háború után, 1946-ban az medencét feltöltötték a környékbeli, lerombolt házakból származó törmelékkel, és a Fővárosi Kertészet elrendelte, hogy helyét homokjátszótérré alakítsák át. A szükséges homokot a medencétől 10,7 méterre lévő területről termelték ki, ahol erre a célra egy 6×4 méteres gödröt ástak. Ebből a gödörből is leletek kerültek elő, egy női és egy vele eltemetett csecsemőcsontváz. A munkálatok végzése alatt egy környékbeli lakos tájékoztatta a régészeket, hogy a kert Magyar utca és akkori nevén Károlyi utca (ma Ferenczy utca) kereszteződésében az 1930-as években egy kis sárga ház állt, és annak bontásakor is csontvázakat találtak. Ez alapján feltételezhető, hogy az Árpád-kori temető legalább a mai kert negyedére kiterjedt. A homokkitermelés során újabb hulladékgödröket is találtak a középkorból, és a török korból.
Egyes kutatók úgy vélik, hogy a Bonfini híradásából ismert pesti vadaskert, amely Mátyás király tulajdona volt, magába foglalta a kert mai területét is. Ennek némileg ellentmond, hogy a pesti városfalak építésének legvalószínűbb ideje az 1468–71-es évekre tehető, és a mai kert már akkor is a falakon belül, szinte teljesen a várfal mellett volt. Bonfini szerint ugyanis a vadaskert a Hatvani-kaputól (a mai Astoriától) egy római mérföldnyire helyezkedett el, és fallal volt kerítve, kapuja pedig a mai Rózsa utca és Dob utca kereszteződésének tájékán lehetett.

### 17–18. század
A 17–18. században sűrű tulajdonosváltás jellemezte a területet. A 17. század végén, Buda töröktől való visszafoglalása után – mivel a városok, Buda és Pest lakossága jórészt kihalt vagy elmenekült – ingyen vagy nagyon olcsón telkeket osztogattak. Csak Pesten 350 telket osztottak így szét. Ekkoriban báró Werlein János István mint kamarai inspektor volt a város ura. Ebben a minőségében választhatott magának lakhelyet, és ő ezt a telket szemelte ki, tekintve, hogy a város legforgalmasabb részén, egyaránt közel feküdt a Hatvani- és a Kecskeméti-kapuhoz. Egy ház is állhatott már akkor a telken, amit talán át is alakított. Fia, Werlein Edmund József már egy kerítéssel körülvett és tatarozott házat örökölt, amelyet 1694. augusztus 30-án eladott Wilfersheim József (más forrás szerint Wilfershaimb) császári és királyi élelmezési biztosnak 150 forintért. Két évvel később Wilfersheim lebontatta a házat, és Kalcher Márton tervei szerint – aki a budai kőfaragó és kőműves céh alapító tagja volt – palotát építtetett. Örökösei azonban nem akartak Pesten élni, ezért 1744. április 9-én 11 000 forintért eladták a telket a palotával és a hozzá tartozó két rákosi réttel együtt Patachich Gábor kalocsai érseknek, aki a maga, valamint fivérei, Sándor és Lajos számára vette meg. A telek rajza ekkor vált szabályos négyszögből szabálytalan alakúvá. Az érsek már a következő év végén meghalt, fivérei pedig az egész ingatlant eladták Barkóczy Ferenc egri püspöknek, 18 000 forintért. A püspök nagy pompával rendezkedett be új palotájában, amely így a város egyik legelőkelőbb épülete lett, ahol még Mária Terézia is megfordult 1751. augusztus 4-én, amikor a palota erkélyéről fogadta a nép hódolatát. A palota mögötti telken ekkor már minden bizonnyal létezett egy díszkert.
Nyolc évvel később, 1759-ben, Mayerhoffer Andrást bízta meg Barkóczy a palota átalakításával, ami 1761-re készül el. A püspök ekkor ideje nagy részét már Pozsonyban töltötte, 1765-ben pedig meg is halt, így az akkor már alig használt palota az öccsére, gróf Barkóczy János szabolcsi főispánra szállt. Barkóczy János a palota és a kert használati jogát átadta nővérének, Szirmay Tamásné grófnénak, aki azt egy évre bérbe adta Beleznay Miklós tábornoknak 600 forint bérleti díj fejében. 1768. november 5-én pedig ismét eladták az ingatlant, ezúttal már végleges tulajdonosaiknak, a Károlyi családnak, akik kezelésében Pest egyik legszebb palotájává és kertjévé vált.

#### A Károlyiak palotája és kertje

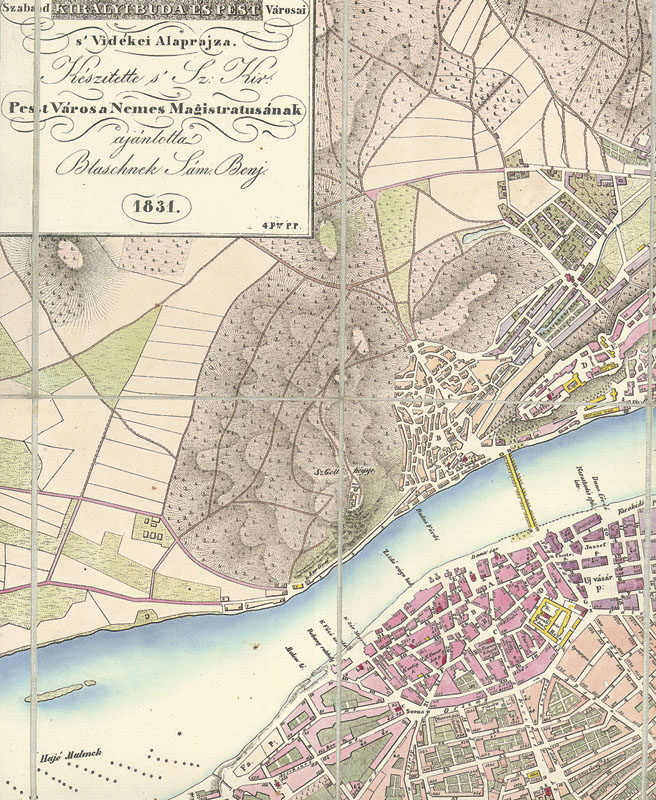
Ezen az 1831-ben készített térképen jól látszik a Károlyi-palota és kertje. Pest városát a jobb alsó négyszögben láthatjuk, lila színnel. A városnak majdnem a közepén, közel a városfalhoz, a volt városkaputól (Hatvani-kapu) kicsit balra jól kivehető a palota patkója, és a zölddel ábrázolt, keresztben futó utakkal négy részre osztott kert

A telek és a rajta álló épület az Úri utcza 24. szám alatt volt nyilvántartva, amikor 1768 novemberében gróf Károlyi Antal nevében báró Gastheimb Károly vezérőrnagy aláírta az adásvételi szerződést. Károlyi Antal 33 000 forintot fizetett vételárként, és a pesti városvezetőség azt is kikötötte, hogy a „város földjussának elismeréséül” évi 18 forint 62 dénár földadót fizessen. Az Úri utca (a mai Károlyi utca), ekkoriban a főurak utcájának számított, és a Károlyiak azért vették meg éppen ezt a telket, mert Károlyi Antalnak mint Hétszemélyes táblai közbírónak gyakran kellett Pesten tartózkodnia, és ezért szüksége volt itt állandó lakásra, amely jó környéken, a Harruckern- és a Jessenovszky-ház mellett állt. Drágán jutott a telekhez, aminek az volt az oka, hogy Pestnek ebben a reprezentatív utcájában ugrásszerűen nőni kezdtek az ingatlanárak. Mivel a Beleznayval kötött bérleti szerződés még érvényben volt, a hivatalos telekátírásra 1769. január 17-én került sor, és ekkor készült egy telek- és házalaprajz is. Becslések szerint a telek alapterülete az épületekkel együtt 14 300 m², azaz majdnem 1,5 hektár lehetett. Egy vázlatos helyszínrajz szerint a kert négy, homorúan kicsípett sarkú táblából állt.
1775-ben a gróf megkezdte az épület átalakítását, és az akkoriban a város méretéhez képest nagy kert rendezésére is készültek tervek. Az átépítés szakaszosan haladt, amit hátráltatott az 1775. februári áradás is, amely majdnem egész Pestet elöntötte. A menekültek elhelyezésére a gróf megnyitotta a palotáját és a kertjét is. 1778-ban Jung József építőmester tervsorozatot készített az állagmegóvásra és az átalakításra. A kertre is ekkor születtek tervek. A palota és a kert átalakítása végül 1780. november 23-ig tartott, és 21 373 forintba került.

##### Kerttervek a 18. század végéről

###### Első terv
Az egyik tervben, amelyet 1779-ben készített Gombos szerint egy ismeretlen szerző – talán Jung József –, Fatsar szerint Franz Rosenstingl, és amely az épületeket részletesen, de a kertet csak nagy vonalakban ábrázolja, bizonyos stílustörés észlelhető, legalábbis ezt állítja a tervek megtalálója, Őrsi Károly kertészmérnök. Szerinte a tervező ugyan átvette a Barkóczy-féle kert útrendszerét, amelynek a főtengelye lezárására még egy díszes kerti házat vagy pavilont is javasolt, de az a barokk, sőt, rokokó kertkialakítás nem volt kellően átgondolt. A tervezett hímzett virágágyások (parterre) ugyanis minden irányban kerítésbe ütköztek volna, vagyis a terület egyszerűen nem volt elég nagy ahhoz, hogy barokk kertet lehessen rajta kialakítani. Ezen a terven a kert főtengelye a palota főtengelyének a meghosszabbítása, a kertet pedig a kert közepén egy, a főtengelyre merőleges széles sétány oszt négy nagyobb részre. A palota felé eső két nagyobb rész bal oldali darabját újabb egymásra merőleges, de keskenyebb sétányok osztják négy részre, melyek találkozási pontjában kisebb ovális tér helyezkedik el, a jobb oldalit pedig a fősétányra merőleges keskenyebb sétány felezi el. A bal oldali, négy részre osztott kertrész bal alsó sarkában lévő negyedében úgynevezett „hímzéses parterre” látható, a kert főtengelye és az arra merőleges széles sétány metszéspontjában valószínűleg medence helyezkedik el, amelyet a terven a növényzet színével azonos színre festettek. A főtengely végére, a kert falához tervezett négyszögletes pavilonnak nemcsak a három oldalán, de a sarkain is van nyílás, ezzel jelölték ki az innen induló sugaras sétányok irányát, de ezeket a terven nem ábrázolták. A kert bal alsó részében, a hímzéses parterre mellett sövény indul a fal eltakarására. A parterre rokokó mintázata Fatsar szerint erős stíluskésést mutat, „de az idősödő mestertől ez nem meglepő”.

###### Második terv
Az első tervet végül elvetették, és más kertépítészt kerestek a feladathoz, aki valószínűleg a Károlyiak nagykárolyi birtokáról érkezett, mivel az a kertterv, amely az új változatot mutatja, egy „Nagykárolyi tervek” feliratú mappából került elő a család levéltárának átvizsgálása közben. A terven sem évszám, sem szignálás nem látható.
Ezen új terv szerint arra törekedtek, hogy a telek szabálytalan alakját eltüntessék. A kertet határoló falak elé végig fedett, lécrácsos lugast terveztek, valószínűleg szőlőből kialakítva, aminek a palota felőli bejárata kapuzatos. A lugas a kert Magyar utca felőli végén is folytatódik, mintegy U alakot képezve úgy, hogy annak száraival derékszöget zárjon be, vagyis a lugas Magyar utca felőli oldala mögött egy háromszögletű rész alakul ki, amit zöldségeskertként használtak. Ezen a terven szabályos rendben narancsfák, citromfák és egyéb mediterrán növények is láthatók, dézsába ültetve. A díszkert közepén, a palota tengelyében vezet az út, melynek két oldalán impozáns fasor látható, de azt nem tudni, milyen fajtájú fákról van szó. A fő sétány mellett jobbról is balról is 3-3 kertrész van kialakítva. A kert főtengelyének jobb és bal oldalán a palotához közelebbi két parterre félig hímzéses, félig gyepes kialakítású, a szegélyük virágokkal van beültetve, mellettük dézsás növények vannak elhelyezve, a palota felől nézve a bal oldali parterre melletti épület valószínűleg narancsház. A parterre-ek mögött a főtengely mentén 2-2 zárt boszké látható, a két első azonos kialakítású: egy középső ovális térből a boszkék sarkai felé sugaras sétányokkal. A két hátsó különbözik egymástól. Figyelemre méltó a bal oldali (a Ferenczy utca Magyar utca felőli végénél) tábla középső ovális tere, ahol Gombos szerint valószínűleg egy vízmedencét fognak körül a fák, míg Fatsar szerint oválisan kialakított gyepfelületet látunk, amit paliszád vesz körbe. Az ovális tér négy „sarkán” fülkékben padok vannak elhelyezve, a térből pedig a fősétányra, az arra merőleges sétányra, valamint a falak melletti utakra is nyílik egy-egy átjáró. A fősétány jobb oldalán lévő boszké sugaras kialakítású, melynek közepén kör alakú tér helyezkedik el. A sugárirányú belső utak nem vezetnek sehova, mindegyik végén „szobák” találhatóak, a szobákban egymással szemben álló padok vannak, melyek iránya párhuzamos az út irányával. A belső kör alakú tér közepén szintén kör alakú gyepterület látható, amit áttört gyűrűként vesz körbe gyep. A kert főtengelyében fekvő fősétány áthalad a lugason és a mögötte lévő zöldségeskerten, és hátul, a kert rövidebbik oldalának közepén a Magyar utcára nyíló kapuban végződik.

###### Harmadik terv
1780-ban fejeződtek be a palota átépítési munkái, és ekkorra már elkészült „…az Ló Iskola, az Övegház a Szerszámos Színn, új kamara” is. 1790-ben azonban újabb tervek készültek, Lauer jóvoltából, amihez a részletterveket Janits György készítette el.
Lauer tervében már megpróbált igazodni az új stílusirányzatokhoz, de alapvetően ő is geometrikus kertet tervezett. A kertet továbbra is a palota főtengelyének irányában húzódó fősétány uralja, amely mellett megmaradt a fasor. A fősétányt merőleges sétányok keresztezik, ennek köszönhetően a kert nyolc részre oszlik. Lauer a középső keresztsétányt lugassal kívánta befedni, a lugasfolyosók metszéspontjába pedig pavilont tervezett. A nyolc kertrészt a lugason kívül nyírott szegélynövényekkel rejtették el. Az új stílusirányzat, az angolkert ihlette meg Lauert abban, hogy a jobb hátsó kertrészben egy kanyargós utakkal ellátott boszkét alakítson ki, amelyben vízfelület is helyet kapott, valamint kialakítottak még egy kisebb mesterséges dombot is, ahonnan vissza lehetett tekinteni a kertre és a palotára. A kertrész középső, szabálytalan térségét szőlő tölti ki, a kertrészen kívül, a falkerítés sarkában pedig pavilon támaszkodik a falhoz.
A kert palotához közeli jobb alsó negyedében egy nagyméretű, csak sátortetővel jelzett épület áll, a lugasos keresztsétány baloldali végében pedig egy alaprajzával is ábrázolt épület látható, amiben valószínűleg az üvegház is helyett kapott. Ezen épület mellett, a kert hátsó része felé egy kút valamint egy még kisebb, csak sátortetővel ábrázolt épület helyezkedik el, amely elé két, lépcsősen kialakított növénypolc került, valamint virágágyások látszanak, bennük fák is állnak.
Ennek a kertnek mindegyik táblája haszonkerti kialakítású, kivéve a jobb hátsó, angolkert jellegű részt. A kertet minden oldalról határoló falak mentén redélyt alakítottak ki, amelyek külső oldalán a szegélyek kiültetése megegyezik a főtengely szegélyeivel. A két első tábla a jobb oldaliban talán bokros gyümölcsös, a másikban minden második ágyás után fákat látunk. Ugyanilyen kialakítású a két következő tábla is, azzal a különbséggel, hogy az ágyások iránya merőleges a főtengelyre. A lugas mögötti jobb oldali tábla mellett kuglipálya látható. A lugas mögötti három táblában fák nem látszanak, de a szegélyük kialakítása más, mint az elülső tábláké. A bal hátsó táblában kisebb üvegházak és melegágyak szerepelnek.
A kert kőkerítését empire stílusú vázákkal díszítették. A lugasok metszéspontjába pavilont terveztek, amihez Janits két tervet is készített.

#### Vendégek a palotában
A palota és a kert lakói 1789-ben már Károlyi Antal fia, József és annak felesége lettek, mivel Antalt testőrkapitányi majd táborszernagyi feladatai Bécsbe szólították, ahol 1791-ben meg is halt. Fia és menye beköltözésük örömére 1789-ben nagy estélyt adtak, de az apa halála után ők is Bécsbe költöztek, a palotát és a kertet pedig lezárták, s csak néha nyitották meg egy-egy vendégség kedvéért. Ilyen alkalom adódott 1795-ben, amikor József nádor főispánná való beiktatásának örömére adtak estélyt, ahol „méltán ragadta meg a szemtanúk figyelmét a Károlyi gróf palotájának ragyogása: a nyitva hagyott kapu aljában sűrűn elhelyezett mécsek világítottak, a kapu folytatásának irányában, az udvar közepén egy piramis látszott, még beljebb pedig a kivilágított kertkapu tűnt a nézők szemébe.”
Öt évvel később, 1800. május 3-án, József nádor feleségének, Alexandra Pavlovnának a neve napját ünnepelték, majd 1803-ban a nádor szállt meg néhány napra a palotában, de a gróf vendégei között volt Károly főherceg és Albert királyi herceg is.

### 19. század
A 19. század folyamán a palota és a kert végig a Károlyi család birtokában maradt. 1803-ban elhunyt Károlyi József, akinek három fia örökölte a vagyont, benne a pesti palotát. Mindhárom fiú kiskorú volt még ekkor, ezért a vagyon felosztásával várni kellett 1827-ig, amikor a legkisebb fiú, György is nagykorú lett. Egy 1823-ból származó, Pestet, Budát és Óbudát ábrázoló katonai célú térképen a palota és a kert is jól látszik, a kert négy részre van osztva fasorokkal. A 10 évvel későbbről, 1833-ból származó Pest–Buda–Óbuda beépített területének vízrajzi térképén is négy részre osztott kert látható. Ekkoriban kezdődött a palota átépítése, amelynek során elnyerte mai alakját.

#### Károlyi György átépíti a palotát

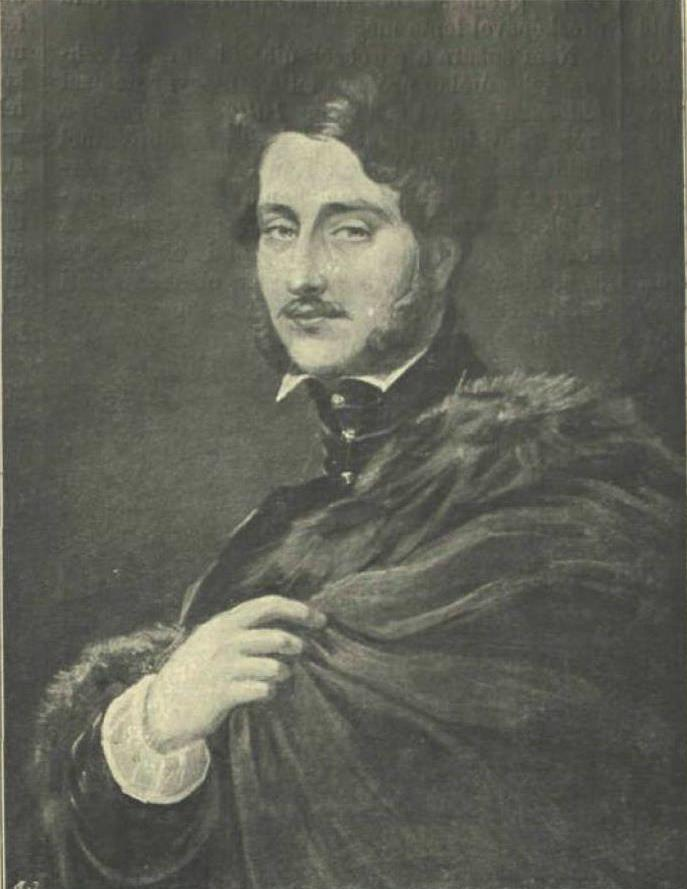
Károlyi György, a mai palota építtetője

1832-ben Károlyi József legkisebb fia, Károlyi György megvette testvéreitől a pesti palotát a hozzátartozó kerttel, és még ugyanabban az évben átterveztette. A tervező Anton Pius Riegl bécsi építész volt, a kivitelezést pedig Hofrichter József vezette, majd 1834-től Koch Henrik, akinek az emberei között dolgozott a fiatal Ybl Miklós is. Koch változtatni kívánt a kerti épületek tervein, így 1834-ben engedélyért fordult a Szépítő Bizottmányhoz. A munkálatok 1840-ig tartottak, de közben az 1838-as árvíz megrongálta nemcsak az épületet, de a kertet is, az üvegház is elpusztult. Az árvíz alatt a palotában Wesselényi Miklós 200 menekültet helyezett el. 1841-ben avatták fel az új palotát, amelynek építése, a kerttel együtt 1 240 000 váltóforintba került. A 2500 négyszögöles kert sarkába az üvegház mellé kertészlakást is építettek.
A reformkor alatt a palota a magyar elit központja volt, sűrűn megfordult benne Széchenyi István, és Wesselényi Miklós is a legtöbbször itt szállt meg.

#### A szabadságharc idején
Az 1848–49-es forradalom és szabadságharc alatt Jelasics költözött be az épületbe, és innen hurcolták el Batthyány Lajos miniszterelnököt is 1849. január 9-én. Ugyanebben az évben a palotát konfiskálták Ferenc József számára, de a lefoglalás után négy nappal, 1849. július 17-én inkább Haynau költözött be. A személyzet megfigyelései szerint „szokott reggeli hideg fürdése után a kertbe ment, hol dobogva szaladgál, hol maga, hol meghittjeivel, naponkint 7 óra tájban és melegszik.”
Haynau röviddel az aradi vértanúk kivégzése után táncestet adott a palotában a vele együttműködni hajlandó magyar arisztokratáknak. Az eseményt Alexander A. Paton angol haditudósító és diplomata örökítette meg, aki a 150 vendég között volt. Haynau a „Nur fleißig danzen” („csak táncoljanak szorgalmasan”) szavakkal, virágok és kandeláberek között (vagyis valószínűleg a kertben) nyitotta meg a bált. A „bresciai hiéna” beköltözése után éppen egy évvel, 1850. július 18-án hagyta el a palotát.

#### A 19. század második felében
A szabadságharc után a kert Kopál József kertész munkájának eredményeképpen vált híressé. Kopál, aki mint növényszaporító segéd került hároméves szerződéssel a palotába 1868-ban, 25 éves korában, igen nagy megbecsülésnek örvendett a Károlyi grófok részéről. Rövid ideig gróf Karátsonyi Guido budai palotakertészetében is dolgozott, majd 1872-től 1886. január 11-i haláláig ismét a Károlyiak alkalmazásában állt. A grófok kiküldték őt a párizsi világkiállításra is, de már odafelé utaztában is tanulmányozta a holland és francia kertészeteket.
1881 májusában a Károlyiak vendége volt a walesi herceg, a későbbi VII. Edvárd király, 1883-ban pedig bált adtak az udvar tiszteletére, Ferenc József részvételével, amelyen Kopál is sikert aratott „nemes, ízléses, alapos képzettségű virágrendezői tehetségével. Ez alkalommal a palota impozáns lépcsőházát, előtermeit a kertészeti díszítő művészet ritka érzékével és kiváló ízléssel díszíté fel, s ez általános bámulatot keltő műve magát a királyt is meglepte.” Kopál József további dicsőséget szerzett a Károlyi családnak azzal is, hogy az Országos Magyar Kertészeti Egyesület által rendezett kiállításokon évről évre számos díjat és elismerő oklevelet szerzett különleges dísznövényeivel. Kopál mellett más kertészek is dolgoztak ezekben az időkben a Károlyiak kertjében, így 1872 és 1876 között Paczel János, aki később mint gyümölcsnemesítő vált ismertté, Kopál halála után pedig az új főkertész Jindácsek Gyula lett.
A kert, annak ellenére, hogy lévén magánkert, a nagyközönség nem használhatta, népszerű volt a pesti lakosok körében. 1880-ban, amikor a palota és a kert új tulajdonosa már Károlyi Gyula volt, Vajda Viktor írt cikket a kertről a Magyarország és a Nagyvilág című lapba:
„A főváros kellős közepén csak nagy úrnak lehet kertje, s ország-világ tudja, hogy a Károlyi-kert tulajdonosa nagy úr, s mi több, általánosan kedvelt és tisztelt úr is egyszersmind. Mily sivár lenne e hely kert nélkül? A görbén kanyargó Magyar utcza lakhatatlan volna, de a grófi kert felvidítja, beillatozza egész környékét. Egyszer már azt rebesgették, hogy a grófi család elhányatja onnan a falakat és vasrácsozattal különözi el a kertet az utczától. Mily gyönyörűség kínálkozott volna a Czukor, s a Magyar utcza lakóinak! El se merjük képzelni! De jó, hogy meg van legalább a kert, s éppen mivel a Károlyi grófoké, biztosítva vagyunk arról is, hogy egyhamar be sem építik!”
Hosszú cikkében Vajda leírta a kertet, annak hangulatát:
„Tavasszal az utczára hajolnak ki a virágfürtök, mikkel a kerítésre támaszkodó akáczfák kedveskednek. Kihasználandják e szépségeket a környező házak urai is, akik magasabb bért számítanak fel a kertre néző lakóknak – így húzván titkon hasznot a grófból. Ez a bűbájos kert szabatos, arányos, oly határozott vonalú s minden részletében oly kecsesen kidomborodó! Árny és fény, sötétség és világosság kellő mennyiségben és szép minőségben omlik szét a kertben; […] Ha az egyetem-utczai palotán át megyünk a kertbe, legelsőbben is a tágas udvarra jutunk, melyet pár lábnyi magas vasrácsozat választ el a kerttől. Az mit az angol park-kertészetben »pleasure-ground«-nak neveznek, itt mindjárt meglepő szépségben tárul fel. A mindig egyenletes, mindig üde zöld gyepszőnyeg, melyhez hasonlót csak a Margit-szigeten találunk, ragyogva tűnik szemünkbe, s bármerre tekintünk, a kilátások mindig ugyanazok.”
Igen alapos leírást ad a kert akkori növényeiről is, amelyek között megtalálható volt rododendron, azálea, kamélia, orgona, dupla fürtű, zanót, akác, tulipán, cinerária, lobélia, Alternanthera, Pyrethrum, werschaffeltii. Vajda leírása szerint a fal mellett út vezetett, ami mellett „kies berkek zöldülnek székeknek, lóczáknak s asztaloknak szolgálva hátterül.” A mérsékelt övön élő növények mellett más éghajlatról származóak is éltek a virágházban, amiket nyáron kivittek a kertbe: legyezőpálma, datolyapálma (főnixpálma), üstököspálma, cikász, dracéna és sok levélnövény. Leír egy olyan páfrányt is, mely „a legnagyobb, a legfejlettebb milyet még a botanikus kertben sem lelünk”, és megjegyzi, hogy a botanikus kerten kívül a Károlyi-kerti virágházban vannak a legszebb orchideák.
Vajda szerint Károlyi György, a korábbi tulajdonos mindig a kertben reggelizett, azonban arról nem ír, hogy ebben a kertben építették meg Pest harmadik teniszpályáját. A 20. századig nem történtek további nagy átépítések a kertben, és a Kopál József és Jindácsek Gyula után érkező kertészek nevét sem jegyezték fel.

### 20. század
A 20. század nagy változásokat hozott a kert történetében. A Károlyi család tulajdonából átkerült állami kezelésbe, és megnyitották a nyilvánosság előtt.

#### A második világháborúig

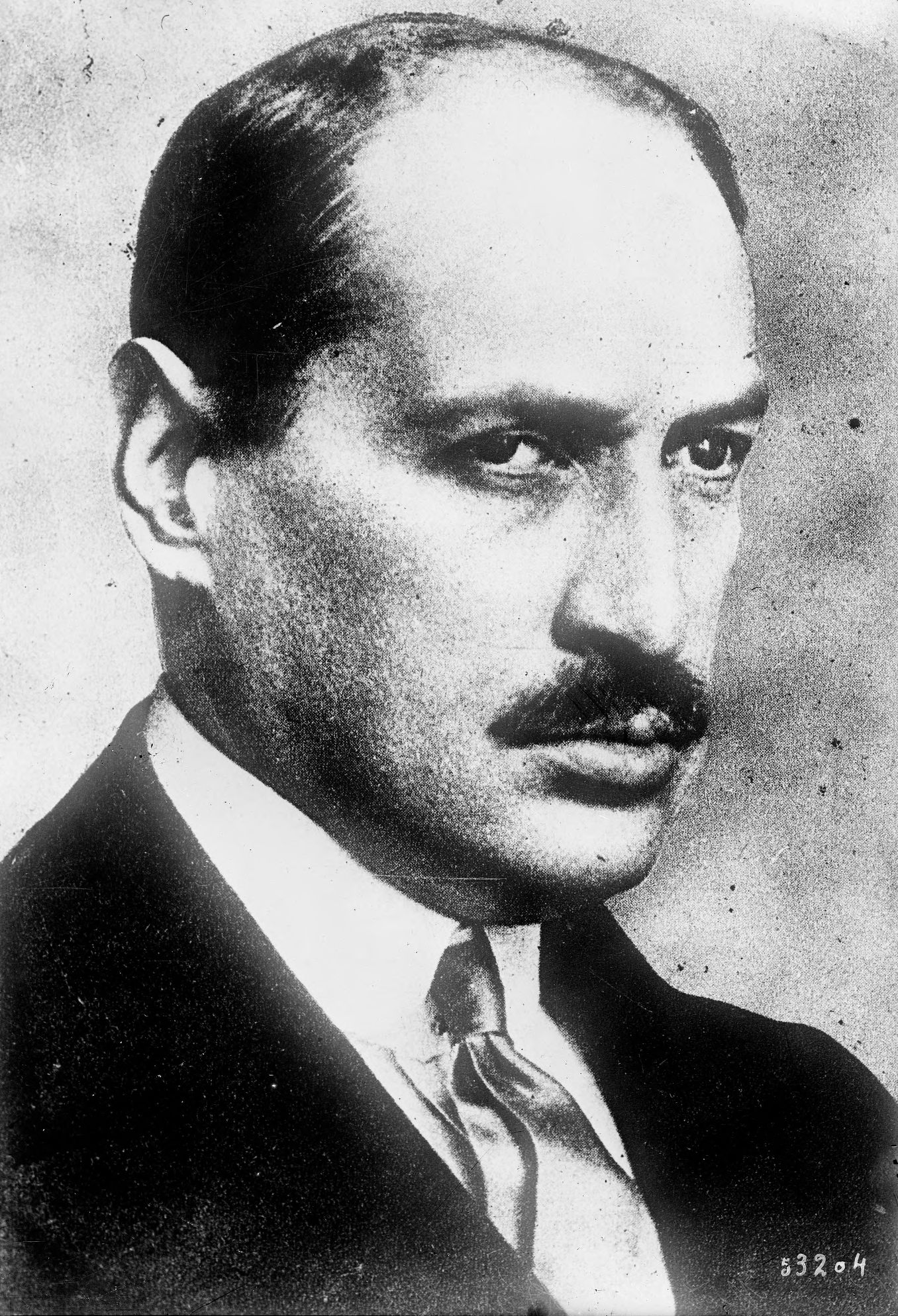
Károlyi Mihály 1919-ben, a Tanácsköztársaság idején megnyitotta a kertet a gyerekek előtt

Az 1900-as évek elején a Károlyi család rossz anyagi helyzete miatt szóba került, hogy eladják a palotát és a kertet, és a nagy értékű telken bérházakat építenek. Az új tulajdonos, Károlyi Mihály Andrássy Katinkával 1914-ben kötött házassága után elállt ettől a szándékától. Az anyagi gondok azonban nem oldódtak meg, ezért a háború alatt a palotát bérbe adták Mikes Ármin grófnak. Károlyiék a háború kitörése után így csak rövid ideig használták a palotában lévő fő lakást és a kertet. Károlyiné visszaemlékezései szerint „[a kertet] magas kerítés vette körül, és csak a család rokonai, barátai és gyerekeik használhatták. A selymes pázsiton, lugasok, virágzó bokrok között teáztunk délutánonként, és fogadtuk ismerőseinket. A kertet nem adtuk át a Mikes családnak, sőt a mahagóni fából faragott könyvtárat sem.”
A kommün leverése után Károlyi Mihály emigrációba vonult, a palota üresen állt. 1927-ben pályázatot írtak ki a 10 évvel korábban lebontott Nemzeti Színház felépítésére, és a tervek között – Ámon József 1901-ből származó javaslata alapján – szerepelt Padányi Gulyás Jenő terve is, amely a Károlyi-kertbe tervezte volna felépíteni a színházat, rövid szárú görög kereszt alakú épület képében.

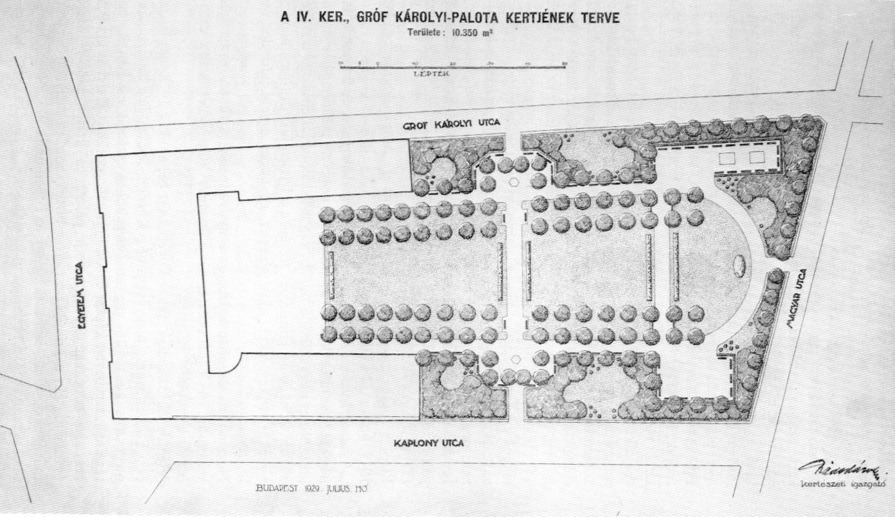
A kertet 1929-ben Räde Károly kertészeti igazgató vezetésével áttervezték, az átépítés 1932-ben fejeződött be, és azt követően már közkertként funkcionált

1929-ben vette át a főváros a palotát és a kertet. Az adásvételt, amit „Budapest székesfőváros közönsége” kötött a gróf Károlyi György-féle I. hitbizomány gondnokával, gróf Cziráky Józseffel, Károlyi Mihályné szerint jogtalanul kötötték, sőt lopás volt, mivel a tulajdonos nem járult hozzá. A szerződés 10 pontból áll, a második pontban szerepel a vételár: 5 millió pengő. A szerződés azt is kimondta, hogy a palota és a kert 1929. január 1-jétől lesz a főváros tulajdona. A palotába 1930-ban beköltözött, és 20 évig működött a Fővárosi Képtár, de már 15 éve egyébként is tartottak ott kiállításokat. A kertet áttervezték Räde Károly kertészeti igazgató vezetésével, az átépítés 1932-ben ért véget, amikor közkertté nyilvánították.
Räde tervei szerint bontották le a korábbi kőfalat, és építettek a helyére térdig érő rácsos kerítést. A kertben állították fel az 1848-as márciusi mozgalmak egyik vezető politikusának, Irányi Dánielnek a mellszobrát, Kallós Ede 1904-ben készült alkotását. A park a szokott módon, padokkal, hintákkal és homokozókkal volt felszerelve.
A háború alatt többször előfordult, hogy a kertbe temettek embereket, a sírok miatt idővel szinte „temető” lett a kert egyik sarka.

#### A második világháború után

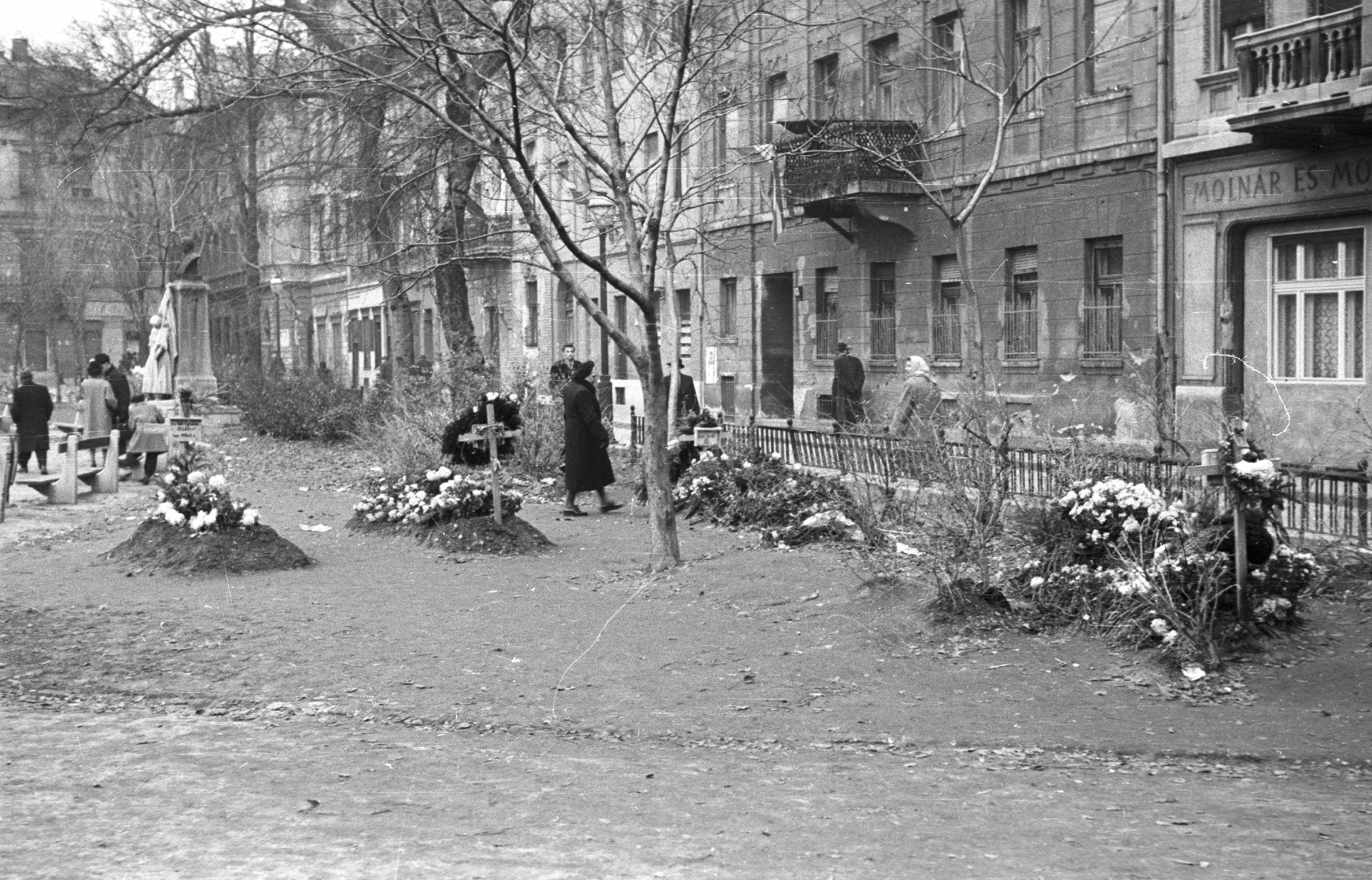
1956. A sírok a kert Magyar utca felőli kerítése mentén sorakoztak

1946-ban Károlyi Mihály hazatért, és Ries István igazságügy miniszter és Kővágó József polgármester átadta számára a palota kulcsait, de Károlyi azonnal vissza is adta azzal, hogy a palota a magyar közművelődést szolgálja.
Az 1940-es évektől a palotaudvaron szabadtéri hangversenyeket tartottak, a metróépítés kezdetéig. A parkba egészen 1948-ig csak belépőjeggyel lehetett belépni.
Az 1956-os forradalom során ismét a kertbe temettek több embert, a sírok a kert Magyar utca felőli kerítése mentén sorakoztak, és a következő év tavaszán számolták fel őket.

##### Metróépítés és helyreállítás
1970-ben kezdték el építeni az észak-déli irányú M3-as metróvonalat. A Károlyi-kert ennek a vonalnak két állomása, a Ferenciek tere és a Kálvin tér között félúton fekszik, így a szellőző műtárgyak műszaki okokból a kertbe kerültek, és az építkezés ideje alatt a kertet felvonulási területként használták, így az építkezés végeztével, az 1980-as évek elején szükségessé vált a terület helyreállítása. Mivel a felvonulási terület a kert 7625 m²-es területéből 7450 m²-t foglalt el, a helyreállítási tervet a kert teljes területére el kellett készíteni. A terveket Kecskésné Szabó Ildikó készítette, 1981-ben, és ennek során figyelembe kellett venni, hogy a Károlyi-palota felújítási munkái után sor került a belső udvar rendezésére is, habár a két területet vaskerítés választja el egymástól.
Az 1980-as évek támasztotta új igények miatt nem volt cél, hogy a park korábbi berendezéseit változtatás nélkül állítsák helyre. Az „új park” megtervezéséhez kikérték a környékbeli lakosok véleményét is, így például a közeli nyugdíjasklub sakkozóhely felállítását és pihenőszékek beállítását javasolta.
A kert múltjára utal az újjáépítés után is megtartott tengelyes felépítés, de a metró műtárgyainak aszimmetrikus elhelyezése miatt a kert maga mégsem szimmetrikus. A metró szellőzőinek az elhelyezése azért is aszimmetrikus, mert tervezésükkor figyelembe vették az akkor meglévő fák helyzetét. A szellőzőket 1,5 m mélyen folyosó köti össze, amely a kert alatt átlósan húzódik, ezért ebbe a vonalba nem lehetett szabad gyökerű fákat telepíteni. Így a felújítás során 24 darab előnevelt, földlabdás Cerasus fruticosa 'Globosa' (gömbkoronájú csepleszmeggy) fajtájú fát ültettek el 70 cm magas műkő edényekbe.
A szökőkút, amely a kert Magyar utca felőli végében áll, süttői márványból készült 1979-ben, rusztikus megmunkálással. Automatikus világítással és vízforgató berendezéssel látták el. A parkban két játszóhelyet alakítottak ki, homokfelületbe helyezve őket, bennük firkálófal, csúszdák, kötélhálós gerendamászó, hinták, favonat és faló .
A kertben a metróépítés előtt 39 pad állt, ezek számát az igényeknek megfelelően bővítették 63-ra, valamint 60 darab kerti széket és ülőfalat is kialakítottak, egy árnyas részen pedig a kívánt sakkozóhelyet is felállították. A kertben műkőből készült padok is helyet kaptak, melyeket a Kőfaragó- és Épületszobrászati Vállalat készített, akárcsak a növények tartóedényeit.
A növényeket, hogy megvédjék a letaposástól, 25 cm-re kiemelkedő felületbe telepítették. A metró szellőzőit örökzöld növényekkel takarták el. A kertbe a rekonstrukció során parkrózsákat és futórózsákat is telepítettek. A környező utcákról való jobb megközelítés érdekében több bejáratot nyitottak, és figyeltek arra is, hogy a közvilágítás a műemléki környezethez illő legyen.
1985-ben tervpályázatot írtak ki a Kossuth Lajos utca–Múzeum körút—Belgrád rakpart által határolt terület rendezésére, amin az egyik pályázatban a Károlyi-kert alá építendő mélygarázs is szerepelt. Az ötletet azonban elvetették, mivel szinte biztosan a növényzet pusztulását okozta volna.
1996-ra a park már nagyon elhasználódott, ezért ismét átalakították, az új terveket Wild László készítette. Az átépítés során félautomata öntözőberendezést telepítettek, valamint olyan vaskerítéssel látták el a parkot, amely hasonlít a közeli Múzeumkertihez, de annál magasabb és szebb kivitelű, tégla- és kőlábazattal ellátott.

### 21. század

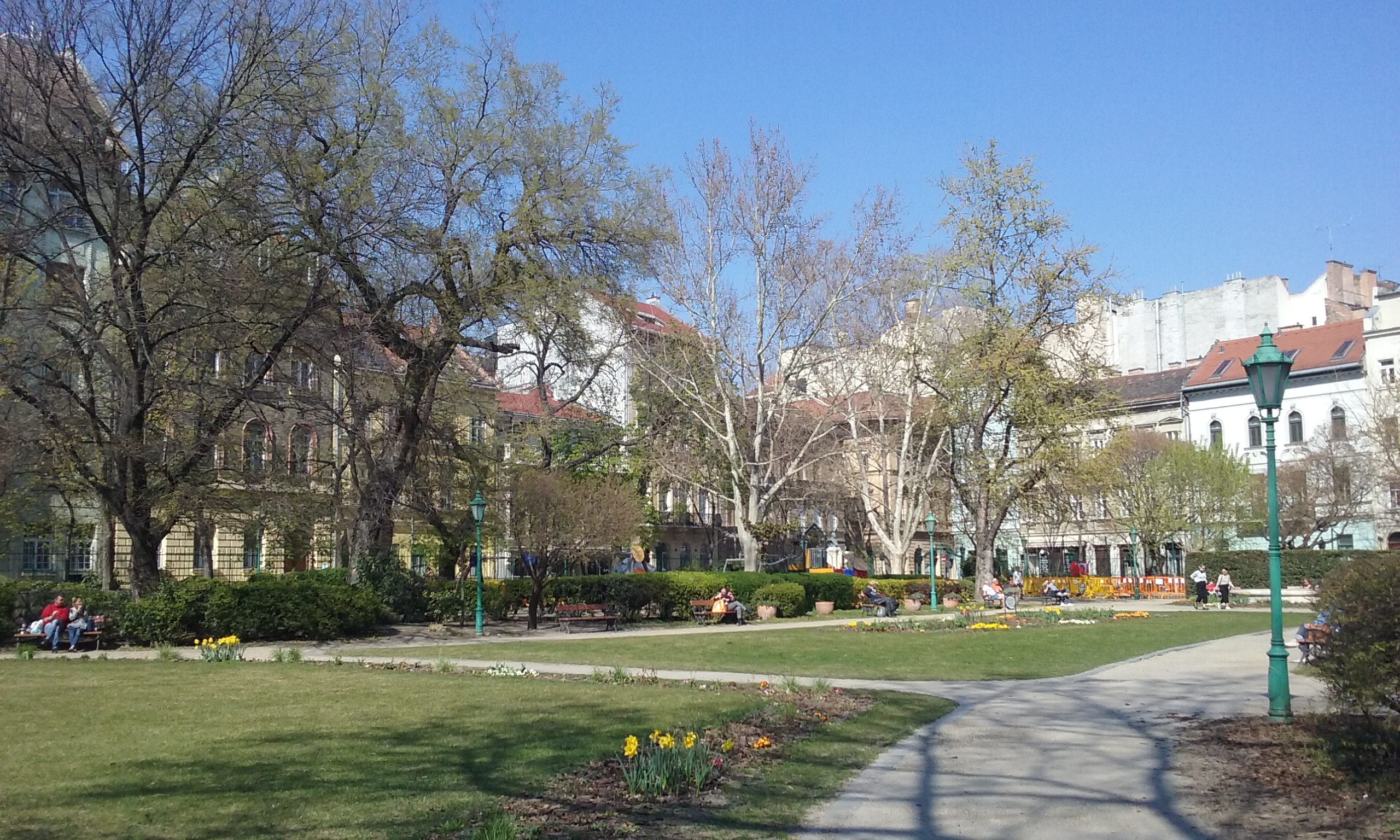
A parkot a koronavírus-járvány alatt is zavartalanul lehetett látogatni

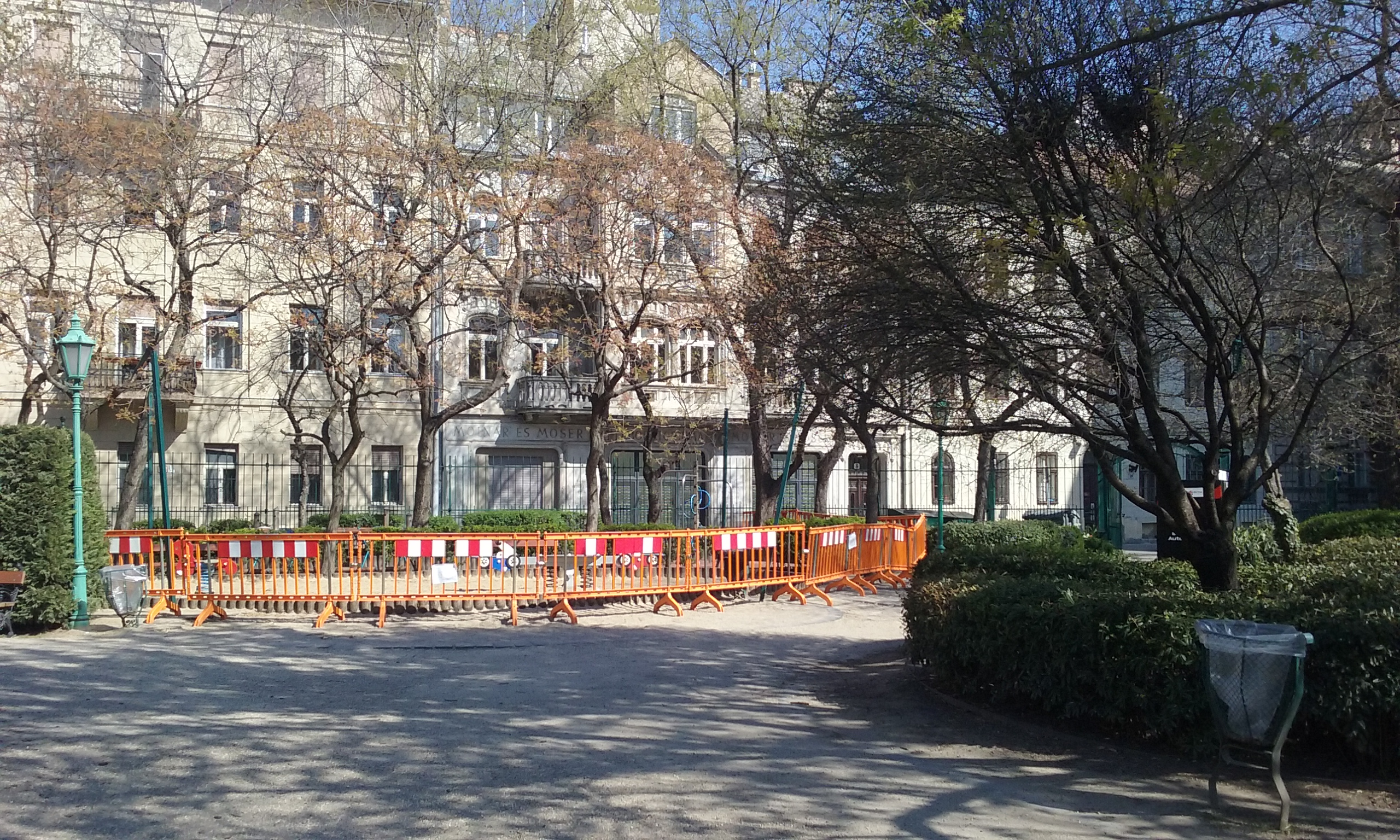
Lezárt játszótér a járvány idején

A 21. század nem hozott jelentős változásokat a park életébe. A 2010-es évek elején lezajlott Budapest Szíve Program, amely a Belváros megújítását tűzte ki célul, is elkerülte a kertet, semmilyen fejlesztést, átalakítást nem terveztek vele kapcsolatban. 2015-ben a kert egy műalkotással bővült: június 30-án, a Henszlmann utca felőli bejáratnál avatták fel Lajtha László zeneszerző, néprajzkutató szobrát, Gálhidy Péter szobrászművész alkotását.
Egy év múlva, 2016. május 18-án szobrot állítottak a kert előző télen elpusztult nyula emlékére. Ugyanezen év szeptemberében közösségi könyvtárat nyitottak a kertben, mely egy könyvszekrényből áll, amiből bárki kivehet olvasnivalót arra az időre, míg a kertben tartózkodik. 2019. szeptemberében a közösségi könyvszekrény mellé egy POKET zsebkönyv-automatát is elhelyeztek.
2020 kora tavaszán Magyarországot is elérte a világszerte áldozatokat követelő COVID-19 koronavírus-járvány. A járvány ideje alatt park továbbra is szabadon látogatható volt, kivéve a játszótereket, melyeket kordonnal lezártak.

#### Bejáratai
2009-ben a parknak öt bejárata volt, egy-egy a palota bal és jobb szárnya felőli oldalon (vagyis a Henszlmann és a Ferenczy utcák felől), egy-egy a park sarkainál (A Henszlmann–Magyar és a Ferenczy–Magyar utcák sarkán), valamint egy a Magyar utca, és egyben a park rövidebbik oldalának közepén. Ez utóbbi kapu egy keskeny kutyasétáltatóba nyílott, amely a szökőkút mögött helyezkedett el. Ezt megszüntették, 2014-re a kutyasétáltató helyén is egy gyerekhomokozó volt, az ottani kaput pedig nem lehetett használni.
Mindegyik használatban lévő kapun táblák igazítják el a látogatókat a park nyitvatartásáról és rendjéről, és néhány kapu tetején kis fehér fémtáblán van kiírva a park neve: Károlyi-kert. A parkot éjszakára bezárják. Korábban a nyitvatartás rendje úgy szólt, a park az év minden napján sötétedésig tart nyitva, ezt 2019. szeptemberétől pontosították: új nyitvatartási táblákat helyeztek ki a park mind a 4 kapujára, melyeken a hónapok éves körforgását jelző kör mentén minden hónapra megadták, mikor nyit és zár a park.
A kertet a palotától elválasztó kerítésen, a palota szárnyai mellett is van egy-egy kapu, de ezeket állandóan zárva tartják, mellettük hajdani őrházak állnak.
A kert Magyar utca–Ferenczy utca sarkán lévő bejárata előtti öblösödést egy vendéglátóhely terasza foglalja el, amely a Budapest Városépítészi Főosztálya és a Budapesti Fesztivál- és Turisztikai Központ Nonprofit Kft. közös pályázatán a Terasz Budapest 2014-en első díjat nyert „terasz” kategóriában. Finta Sándor főépítész és zsűritag szerint „jó szem vette észre ezt a lehetőséget”.
A park kapuit és a mintegy 400 méter összhosszúságú kovácsoltvas kerítését Imre Pál lakatosmester készítette, 1994-ben.

#### Elrendezése és élővilága
A Károlyi-kert mai elrendezésére két stílus keveredése jellemző: a mértanias és az angolkertre emlékeztető. A központi virágágyak és a szökőkút elrendezése a mértanias jelleget hangsúlyozzák, különös tekintettel a szökőkút két oldalán és a háta mögött elhelyezkedő játszóterekre, míg a kert hosszanti oldalai mentén egy viszonylag keskeny sávban – különösen a metrószellőzők környékén és a palota szárnyai melletti bejáratoknál – a kanyargós, angolkert jellegű sétányok és növényelhelyezések dominálnak. A gyöngykavicsos sétányokat bazalt nagykockakővel szegélyezték, egyes cserjecsoportok szélét pedig laposvassal hangsúlyozták. A játszóterek környékén faburkolat borítja a terepet.
Ma már nincs annyi pad a kertben, mint az 1981-es felújítás idején. A mai padok öntöttvasból készültek, hozzájuk illő lámpaoszlopokkal. A szemétgyűjtők úgynevezett Ceglédi-típusúak, a Henszlmann utca felőli oldalon pedig egy 1990-ben készült vas ivókutat is üzembe helyeztek a „sakkozóhelyre” vezető úton. A Magyar utca és a Henszlmann utca sarkán lévő bejáratnál található egy régi, zöld WC is, melynek vasútikocsi-szerű kinézete jól illik a kert hangulatához.

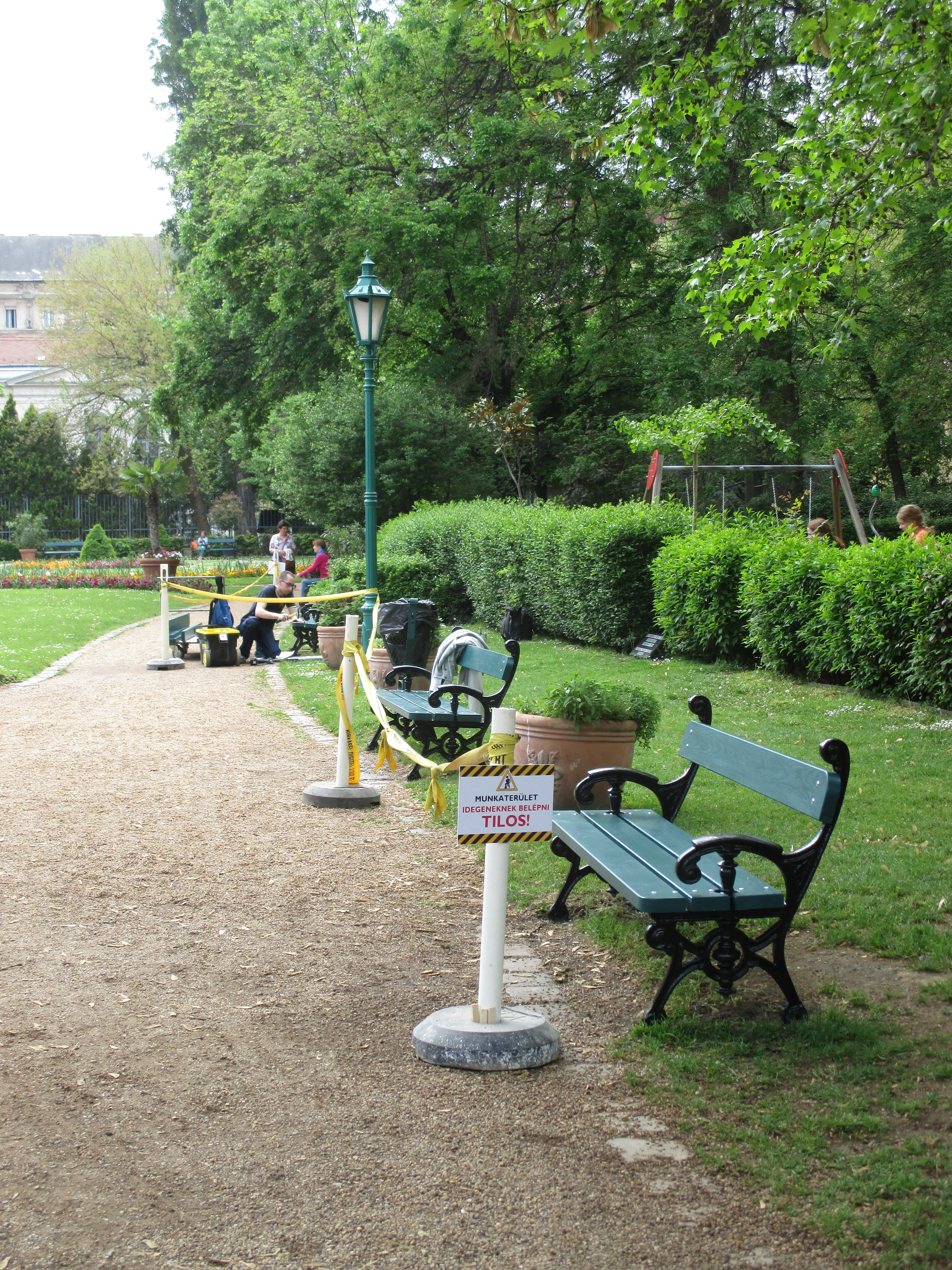
Padok felújítása 2015 májusában
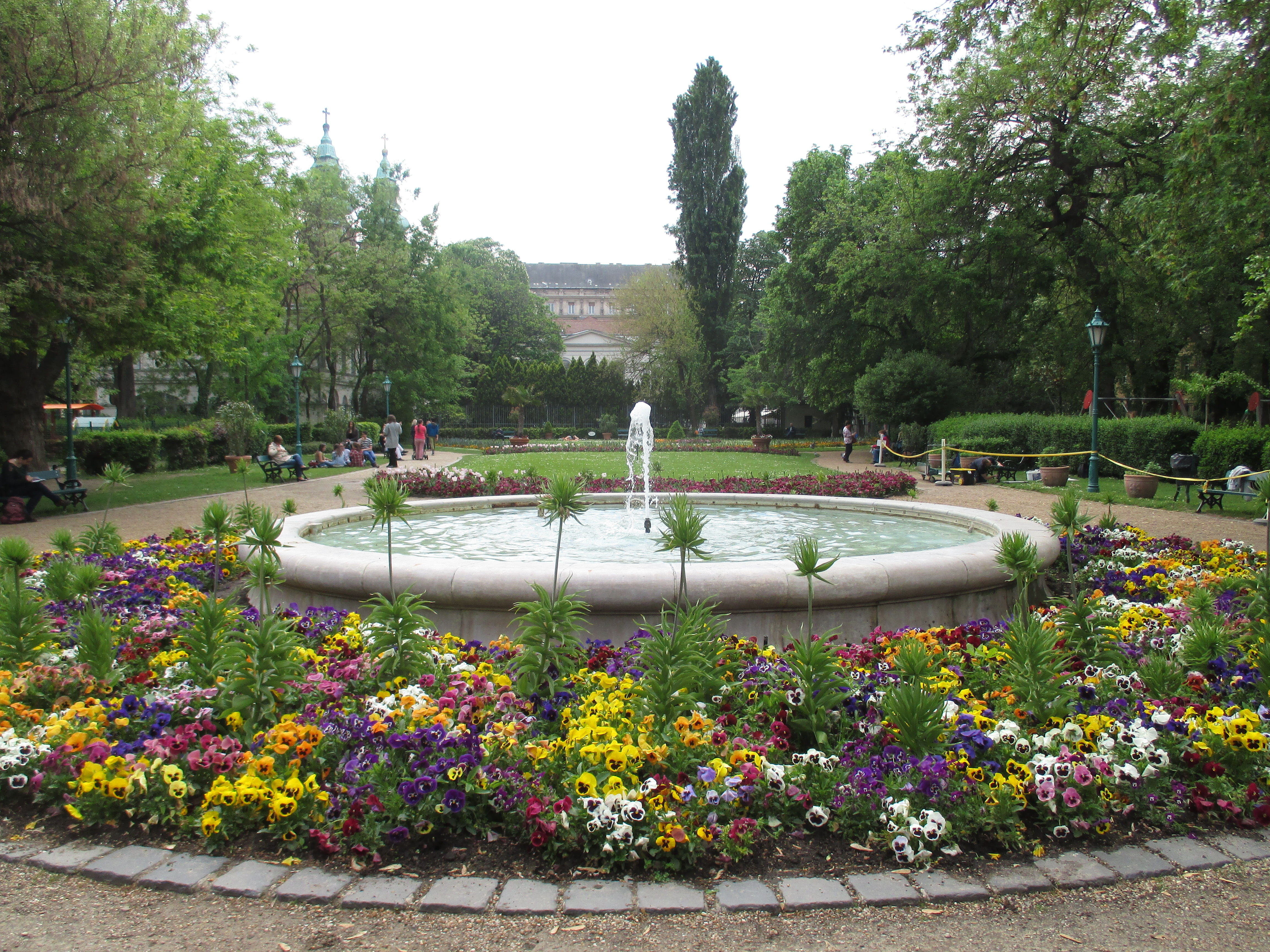
A szökőkút 2015 májusában
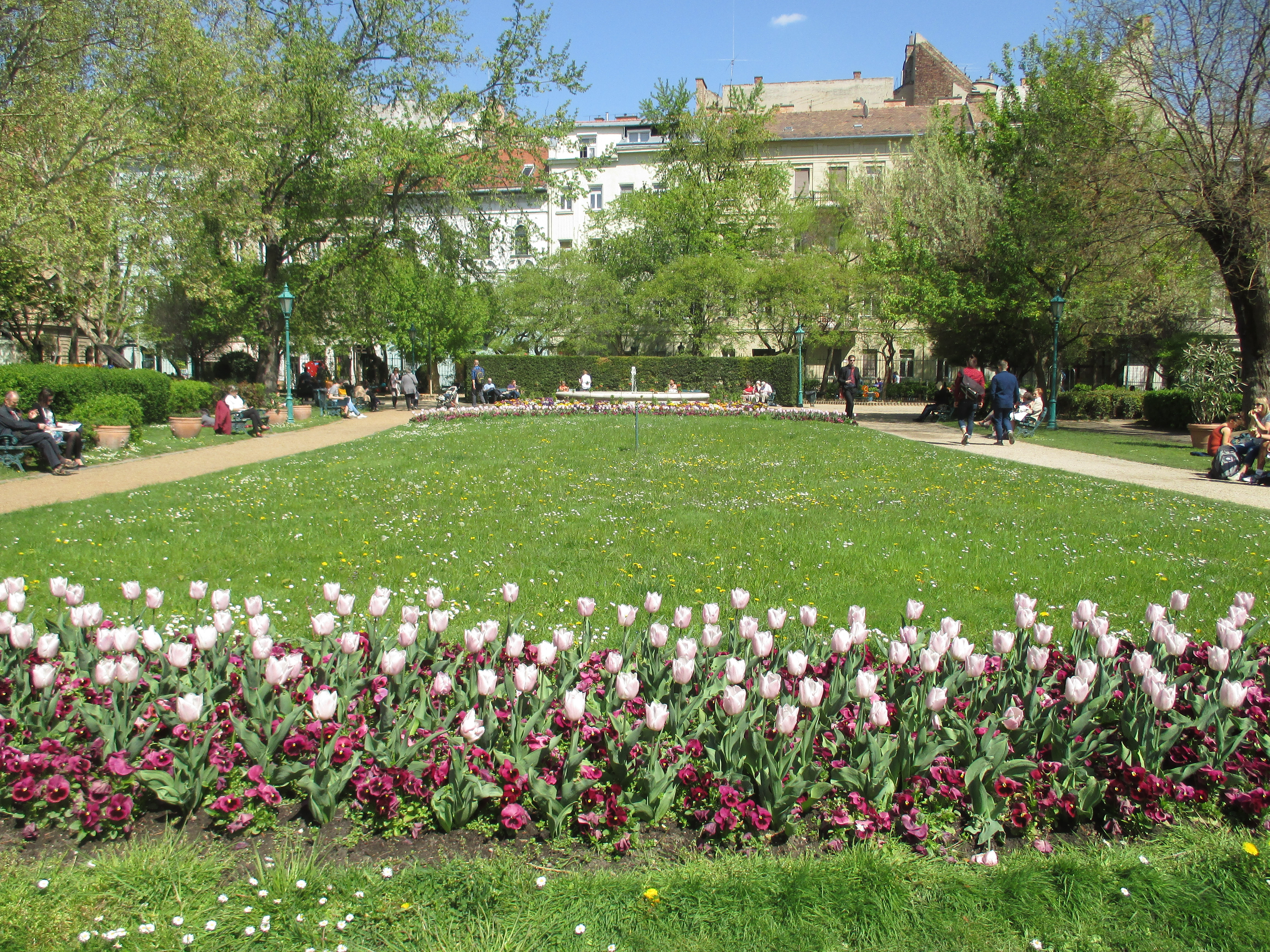
Tavaszi virágok a parkban

##### A játszóterek
A játszóterek Company-gyártmányú játékokkal vannak felszerelve. A Henszlmann utca felőli játszótér külön bejáratán tábla tájékoztat, hogy délelőttönként csak óvodák használhatják, játékai inkább nagyobb, 3–6 éves gyerekek számára valók.
A Ferenczy utca felőli játszótér, bár sövénnyel van elkerítve, minden napszakban nyitott, de ennek játékait inkább óvodáskor alatti gyerekek élvezik. A szökőkút sövénnyel és sétaúttal van elválasztva a mögötte és a közvetlenül mellette lévő, bekerítetlen homokozóktól, az egykori kutyasétáltató helyén pedig egyszerűbb, mászásra alkalmas játékok vannak elhelyezve.

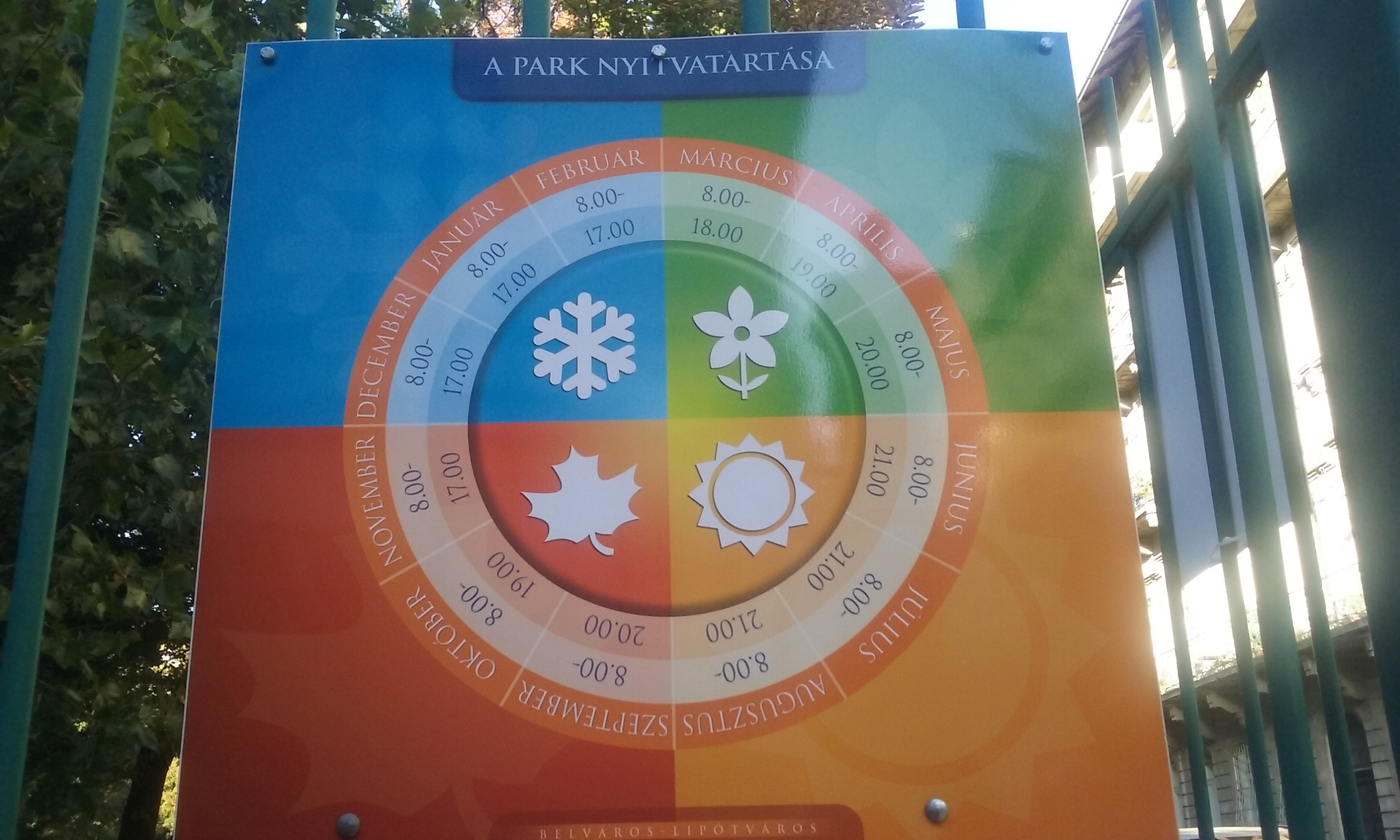
2019 szeptemberétől új nyitvatartási rend és tábla fogadja a látogatókat
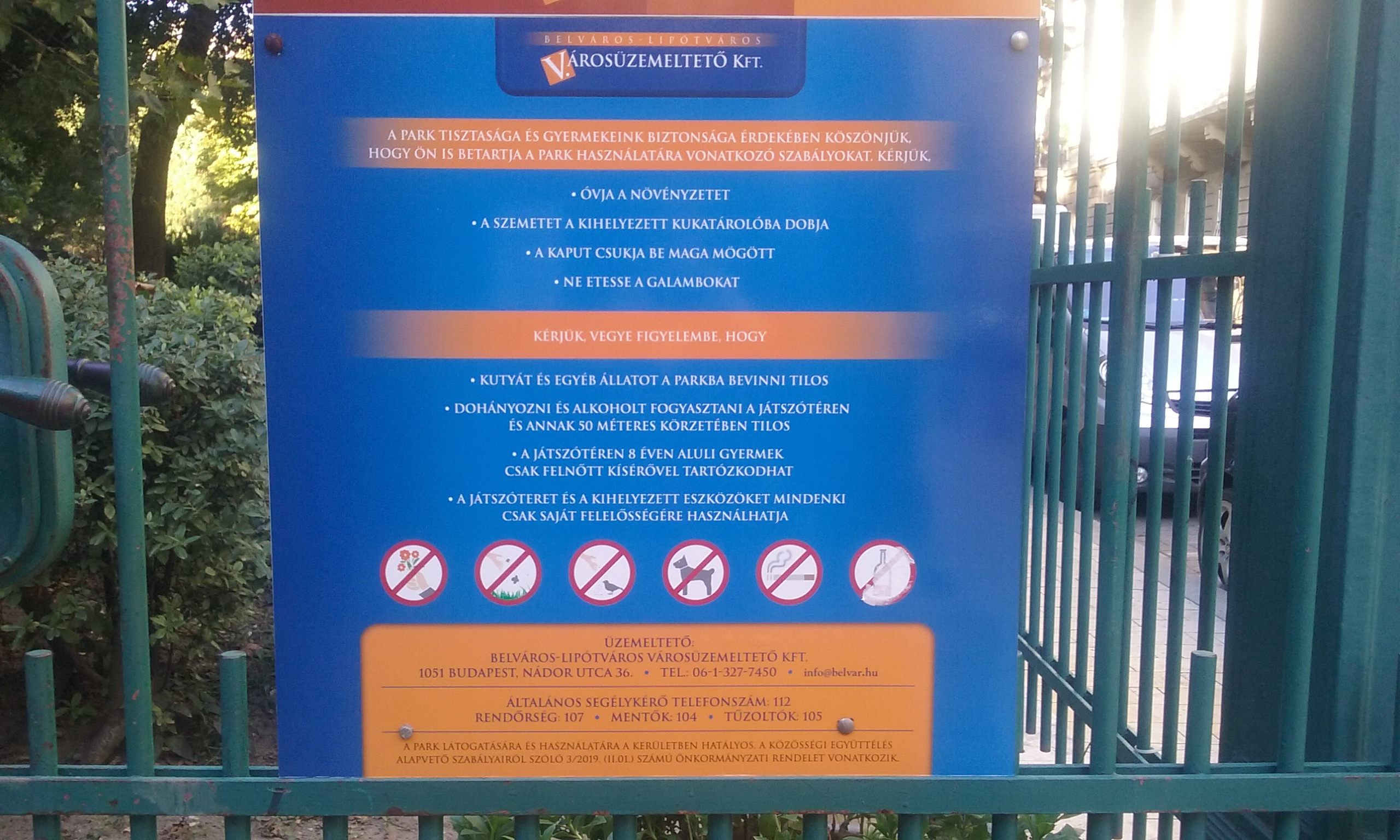
Az új tájékoztató tábla a parkban betartandó szabályokról
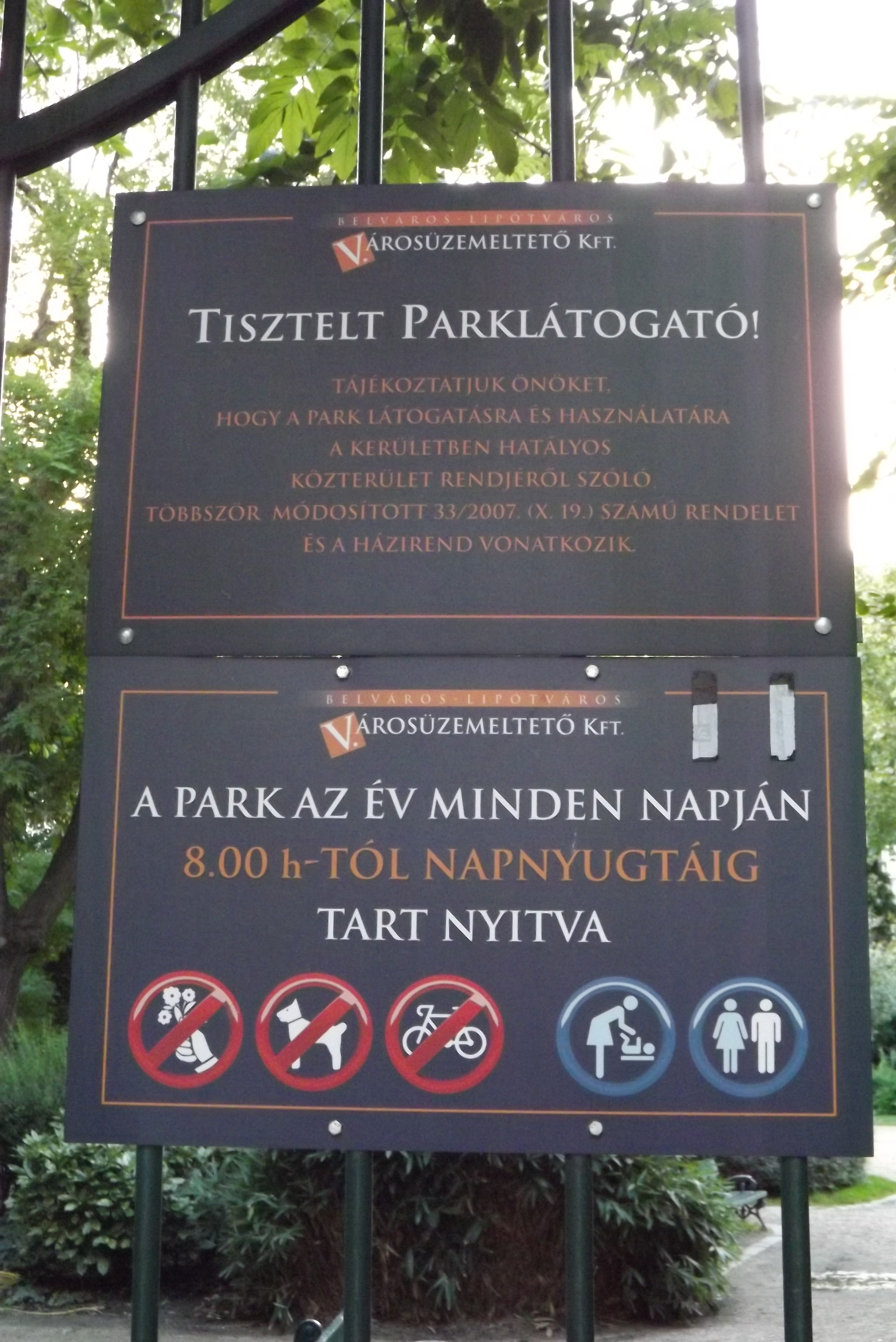
A 2019 szeptembere előtti tájékoztató táblák
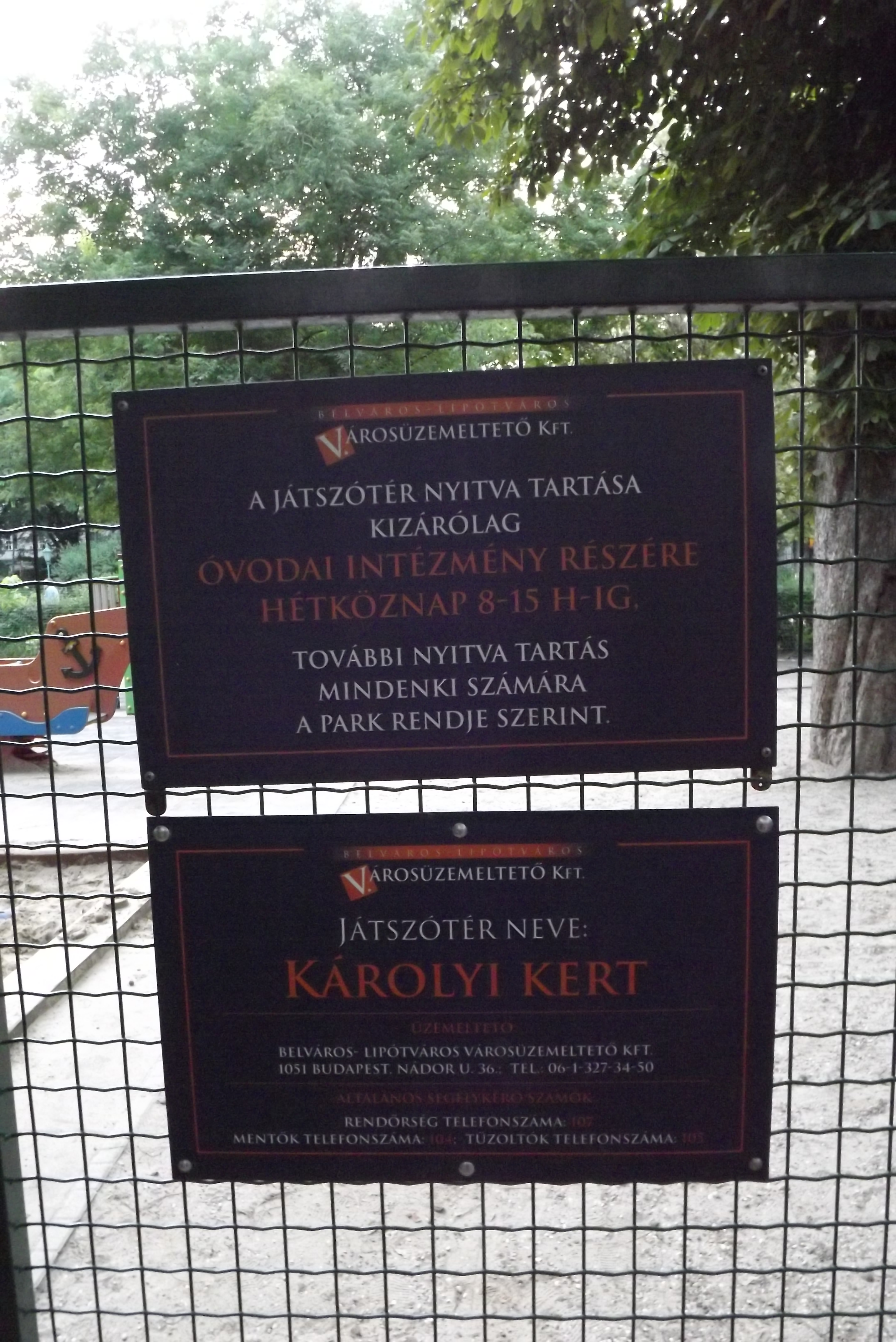
A Henszlmann utca felőli játszótér nyitvatartási rendje
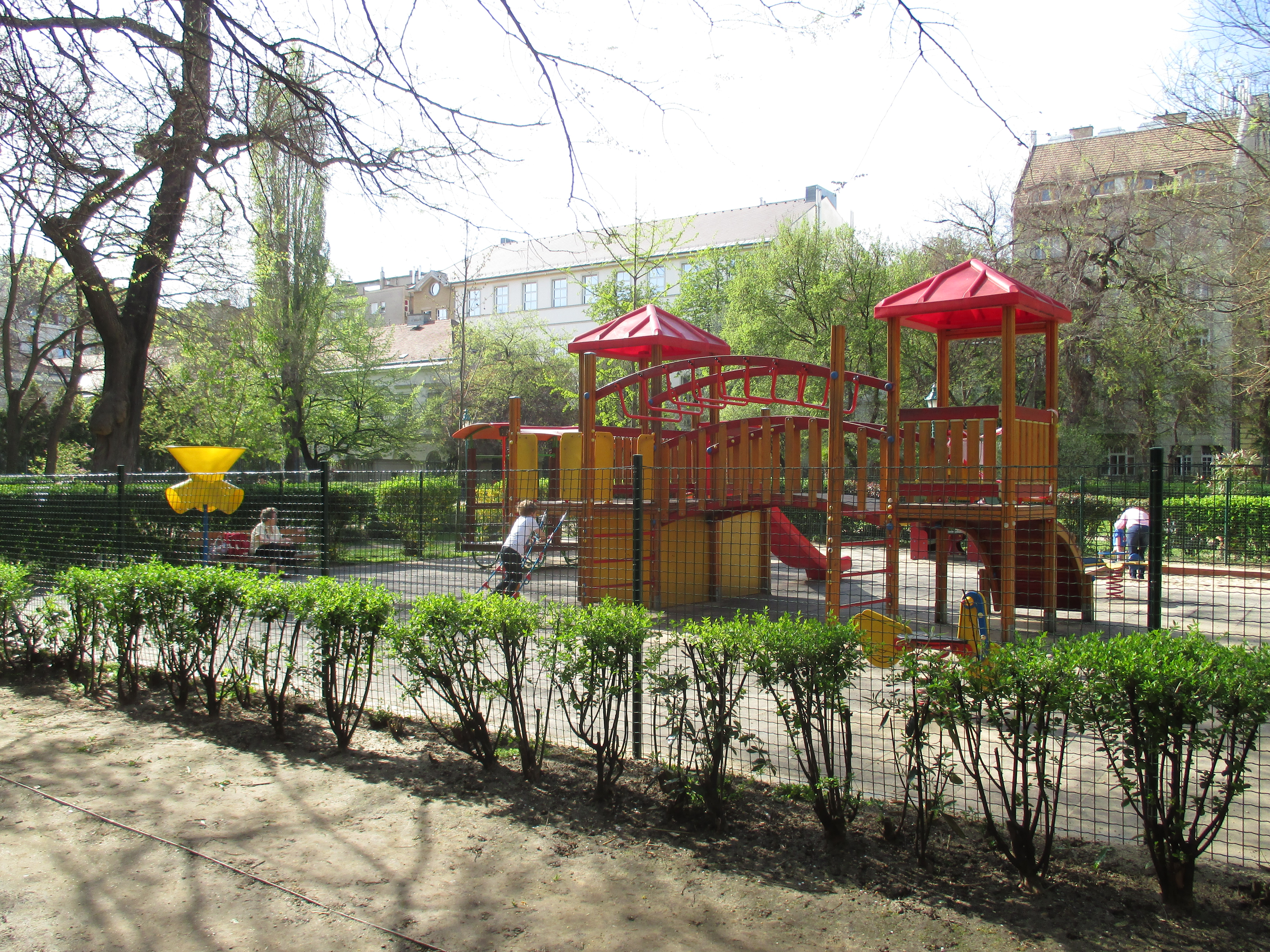
A Henszlmann utca felőli játszótér

##### Növényzet és állatvilág
A kert növényzetét legutóbb 2009-ben mérték fel tudományos igénnyel. Eszerint növényállománya gazdag, de a természetes növényzet csak 12 fajból áll: fehér tippan, százszorszép, fehér libatop, mezei aszat, kanadai betyárkóró, réti csenkesz, angolperje, erdei madársóska, réti perje, lándzsás útifű, nagy útifű és pongyola pitypang.
Az egynyári és kétnyári dísznövények  csupán hét fajból álltak, köztük volt az árvácska, bársonyka és kétféle begónia. Azonban az egynyári növényekből minden évben más-más fajokat ültetnek ki, sokszor követve az éppen aktuális kertészeti trendeket.
Az évelő dísz- és fűszernövények száma 20-féle volt, köztük gyöngyvirág, erdei pajzsika, árnyliliom, levendula, citromfű, borsmenta, szurokfű, kakukkfű, legyezős törpebambusz, két kínai kenderpálma, melyek a fagyos időszakot a palotában töltik.
Nyitvatermők közül 16 faj van jelen, amik között megtalálható egy szürke Atlasz-cédrus, szerb luc és kanadai hemlokfenyő, lucfenyő, tiszafa. Lombos fából és cserjéből 79-féle található a parkban, ezek között nagyobb, idősebb példányok is láthatóak, mint ezüst juhar, nyugati ostorfa, jegenyenyár, közönséges pagodafa (japánakác) és nagylevelű hárs. Egyéb fái a csörgőfák, gömbkoronájú csepleszmeggy, tarkalevelű zöldjuhar, tövises lepényfa, páfrányfenyő.
A kert vélhetően legöregebb fája egy fehér eperfa, amely talán országosan is az egyik legöregebb eperfa lehet, ez a példány a Ferenczy utcára nyíló bejárat közelében áll. Az Irányi-szobor mellett, amely a Magyar utca–Ferenczy utca sarkánál lévő bejárat mellett áll, húsos som látható, valamint Ketaba-havasszépe és hófehér havasszépe. A kerítés mentén koreai loncok élnek. A Ferenczy utcában lévő Podmaniczky-emléktáblával szemben található kikeleti bangita, aminek a közelében megtalálható nagylevelű varázsmogyoró és amerikai ámbrafa. De a kertben él még portugál babérmeggy, fehérvirágú liliomfa és vénic-szil is, a metró szellőzőit tűztövisek és más cserjék rejtik el.
A Ferenczy utca felőli oldalon, a központi füves-virágos térség melletti padok között egyszerű vonalú kerámia edényekben dísz- és fűszernövények láthatóak.

###### A kert nyula
Bár nem tartozott a kert természetes állatvilágához, mégis ott élt a nyilvános illemhely melletti ketrecében egy fekete színű belga óriás nyúl, Károly. Vélhetően látogatók hagyták az egyik bokor alatt, és a park dolgozói javaslatára a helyi önkormányzat befogadta, és hat éven keresztül a kert egyik látványosságának számított, mivel naponta többször kiengedték sétálni. A nyúl 2015. december 28-án pusztult el. A látogatók körében népszerű állat helyére 2016. május 18-án új nyulat hoztak egy menhelyről, és ugyanaznap Szentgyörgyvölgyi Péter polgármester helyi óvodások társaságában felavatta a kert új, az elpusztult nyulat ábrázoló szobrát, amely egy mesterséges halmon áll a Henszlmann utca felőli játszótér és a padok között. A szobrot Fekete Géza Dezső készítette. Az új – Karcsi nevű – nyulat a régi ketrecben tartják, de nagyobb, emeletes házat kapott.

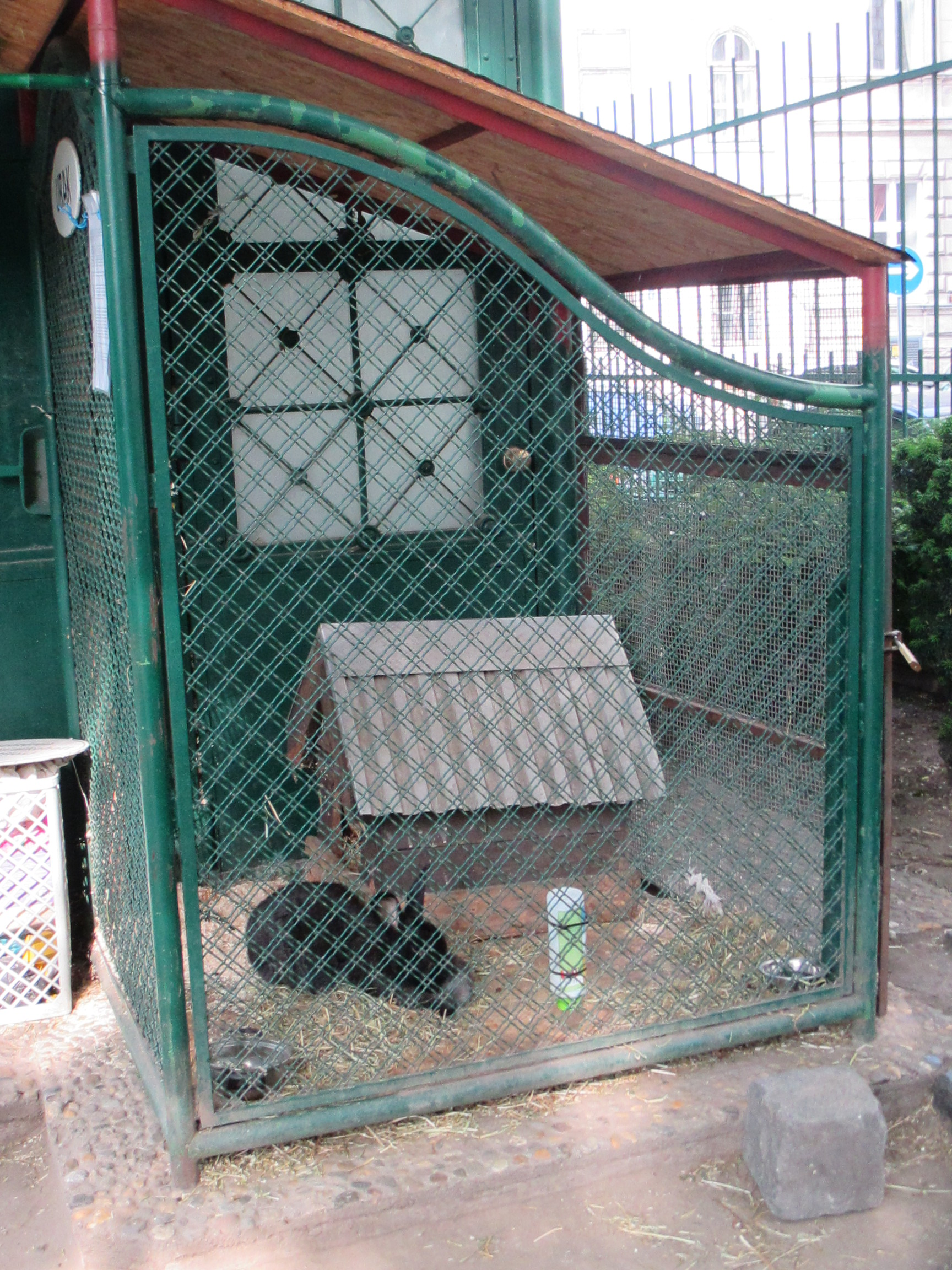
Károly, a 6 évig a kertben élt belga óriás nyúl
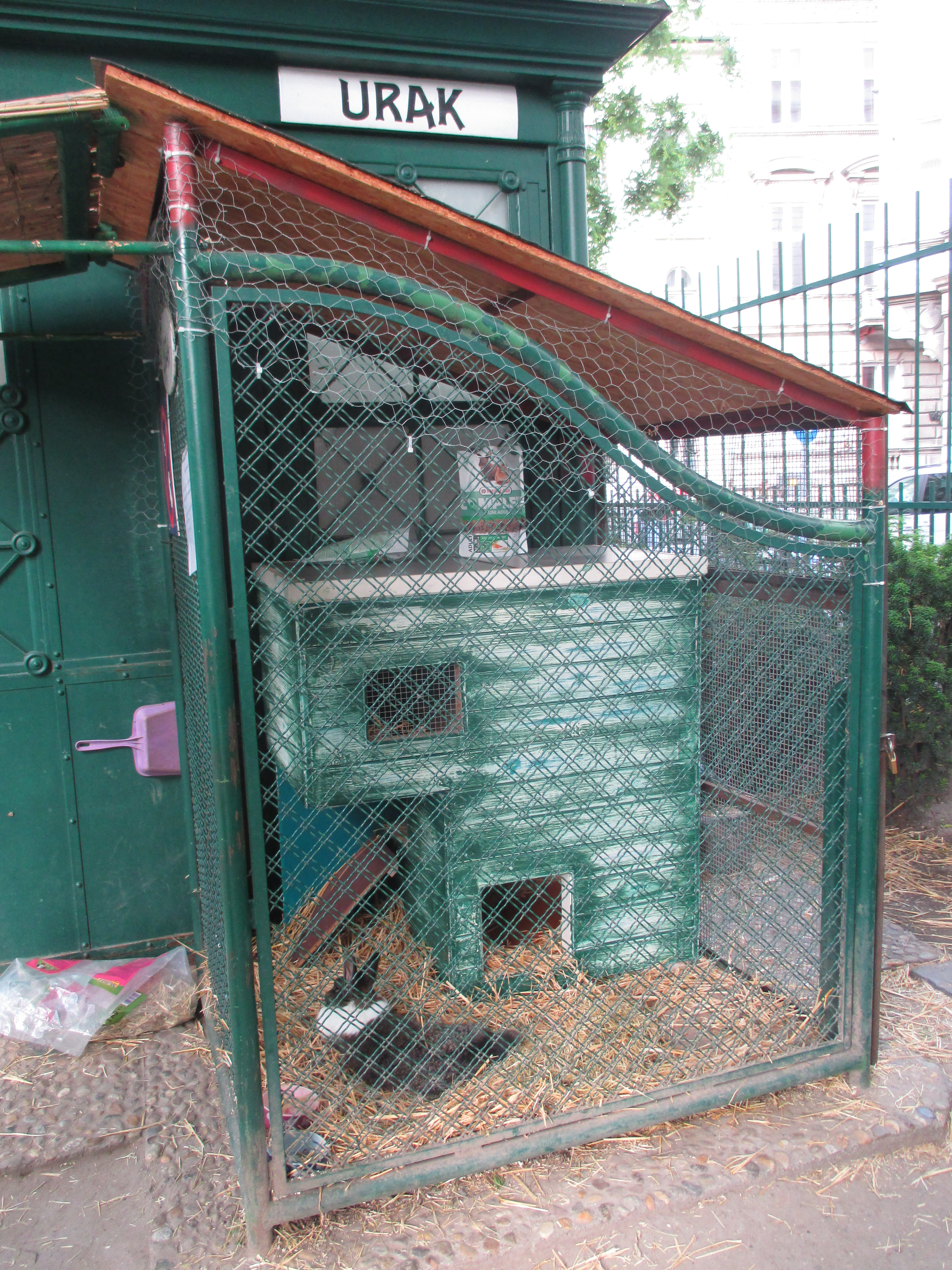
2016. május 18. óta a kertben új nyúl él
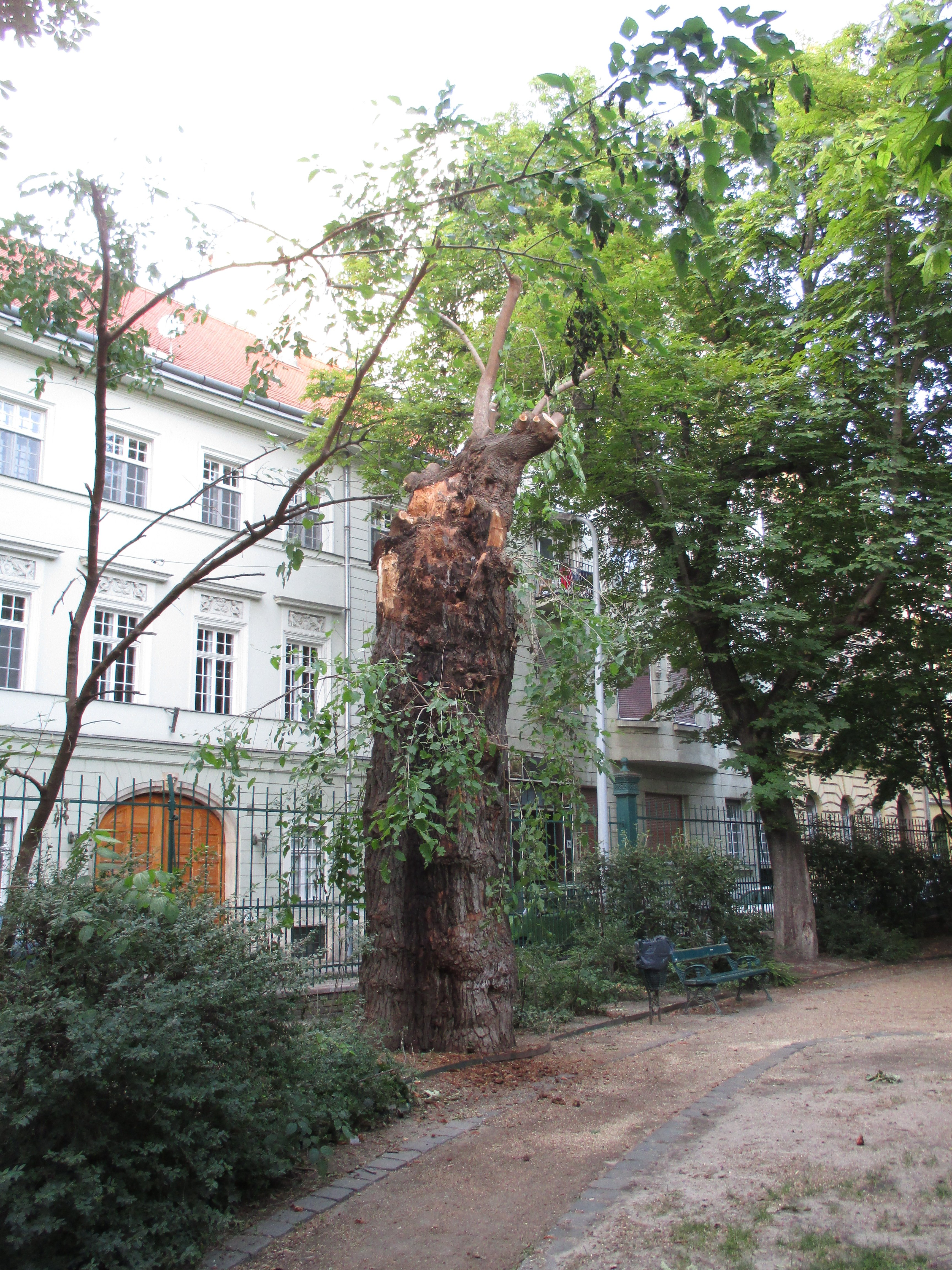
Az eperfa súlyosan megrongálódott a 2015. július 8-i viharban

## A Károlyi-kert a kulturális életben
A Károlyi-palota udvarán, amit a köznyelvben is sokszor Károlyi-kertként említenek, habár lezárt kerítés választja el a tulajdonképpeni kerttől, 1940 és 1970 között rendszeres komolyzenei hangversenyeket tartottak a Fővárosi Hangversenyzenekar közreműködésével, több neves vendégművész fellépésével. A koncerteknek a metróépítés vetett végett.
A kert több művészeti alkotás tárgya, ezen kívül az irodalmi élet több alakjának is kedvelt tartózkodási helye volt: Mándy Iván, Németh László, Schöpflin Aladár szívesen üldögéltek, sétáltak, dolgoztak a Károlyi-kertben.

Mándy Iván a kertben töltött időknek állít emléket Idegen szobák című novelláskötetének több írásában. Orsovai G. Emil verset írt Károlyi-kert címmel, amely a Budapest 1966. decemberi számában is megjelent. Balogh Tibor olajjal, vászonra készítette el 2010-ben Károlyi-kert című festményét, amely a park egyik bejáratát ábrázolja.
A palotában és a kertben több játékfilmet és vizsgafilmet is forgattak, így az Andrássy Katinka életét bemutató A vörös grófnő címűt, 1985-ben, de Viggo Mortensen Good című filmjének egyes jeleneteit is a parkban vették fel, 2007-ben. 1999-ben az ELTE Fekete Doboz Dokumentumfilm Iskola hallgatói vizsgafeladatként készítettek rövidfilmet a parkról. Látható a kert néhány részlete a Megdönteni Hajnal Tímeát című magyar filmvígjáték egy-két jelenetében is.
Tekintve, hogy a palotában működik a Petőfi Irodalmi Múzeum, a kertben irodalmi témájú rendezvényeket is tartanak, így 2014 óta évente kortárs gyermekirodalmi játszótérnek adott helyett a park.

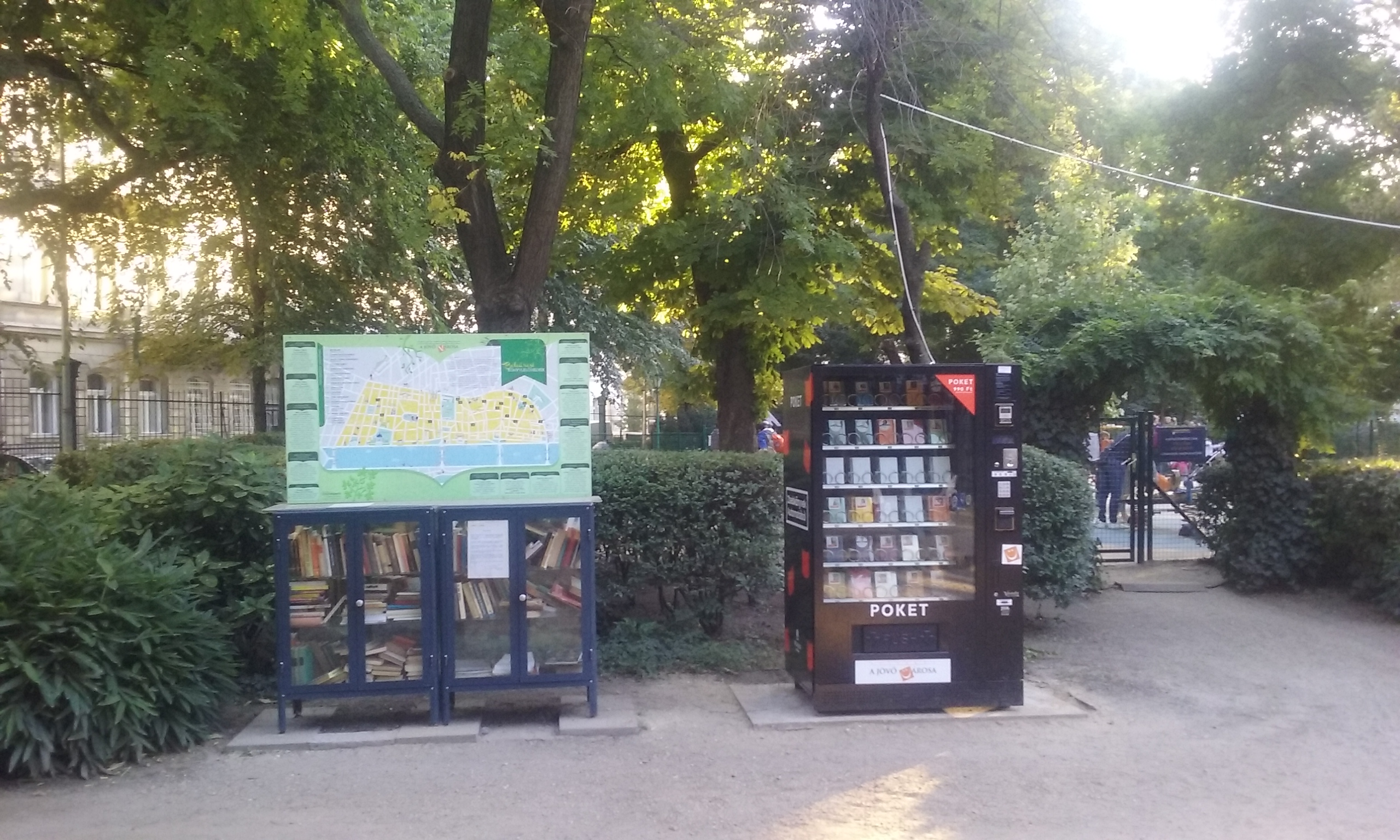
Közösségi könyvszekrény és POKET Zsebkönyvautomata
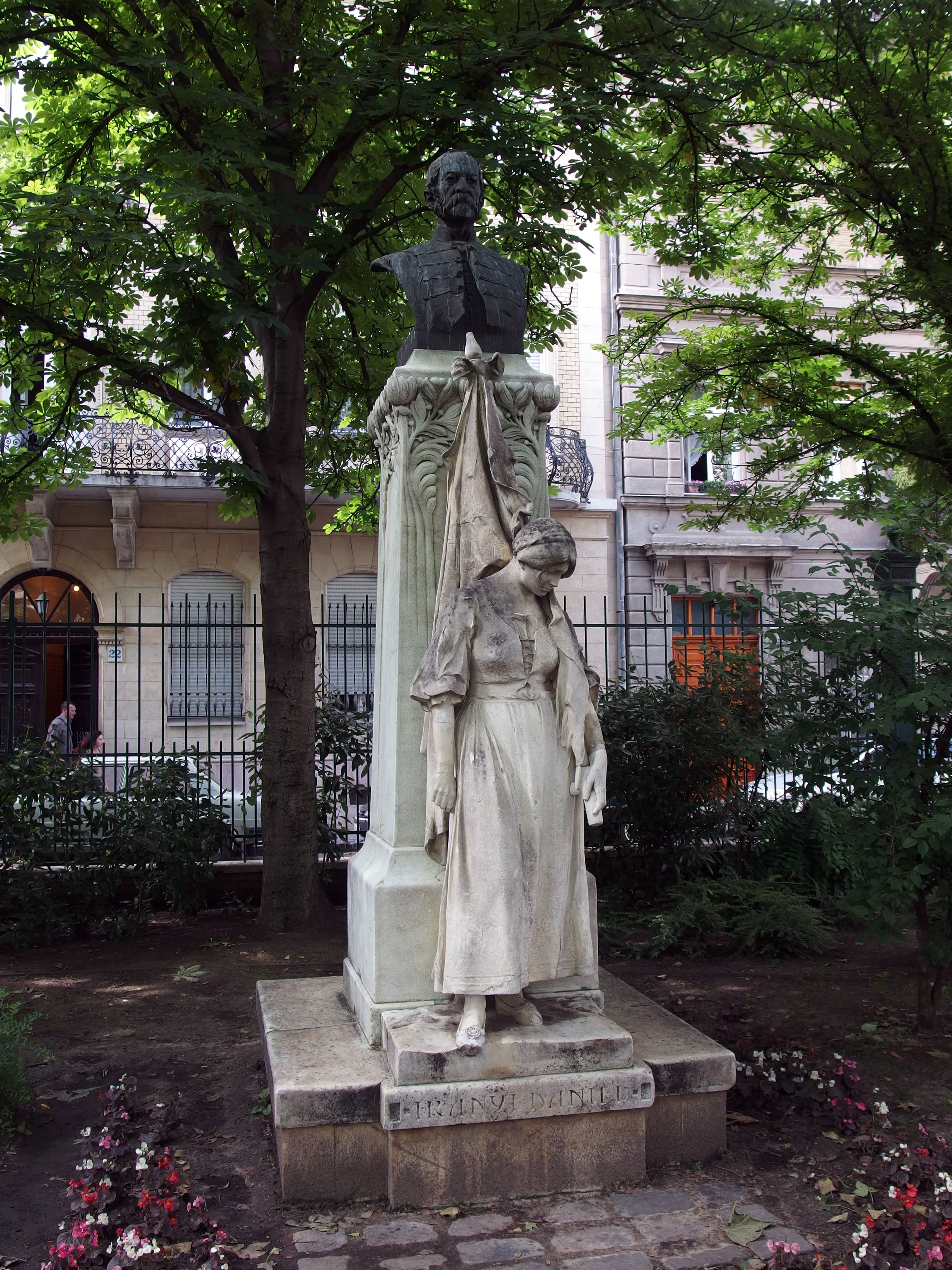
Irányi Dániel szobra
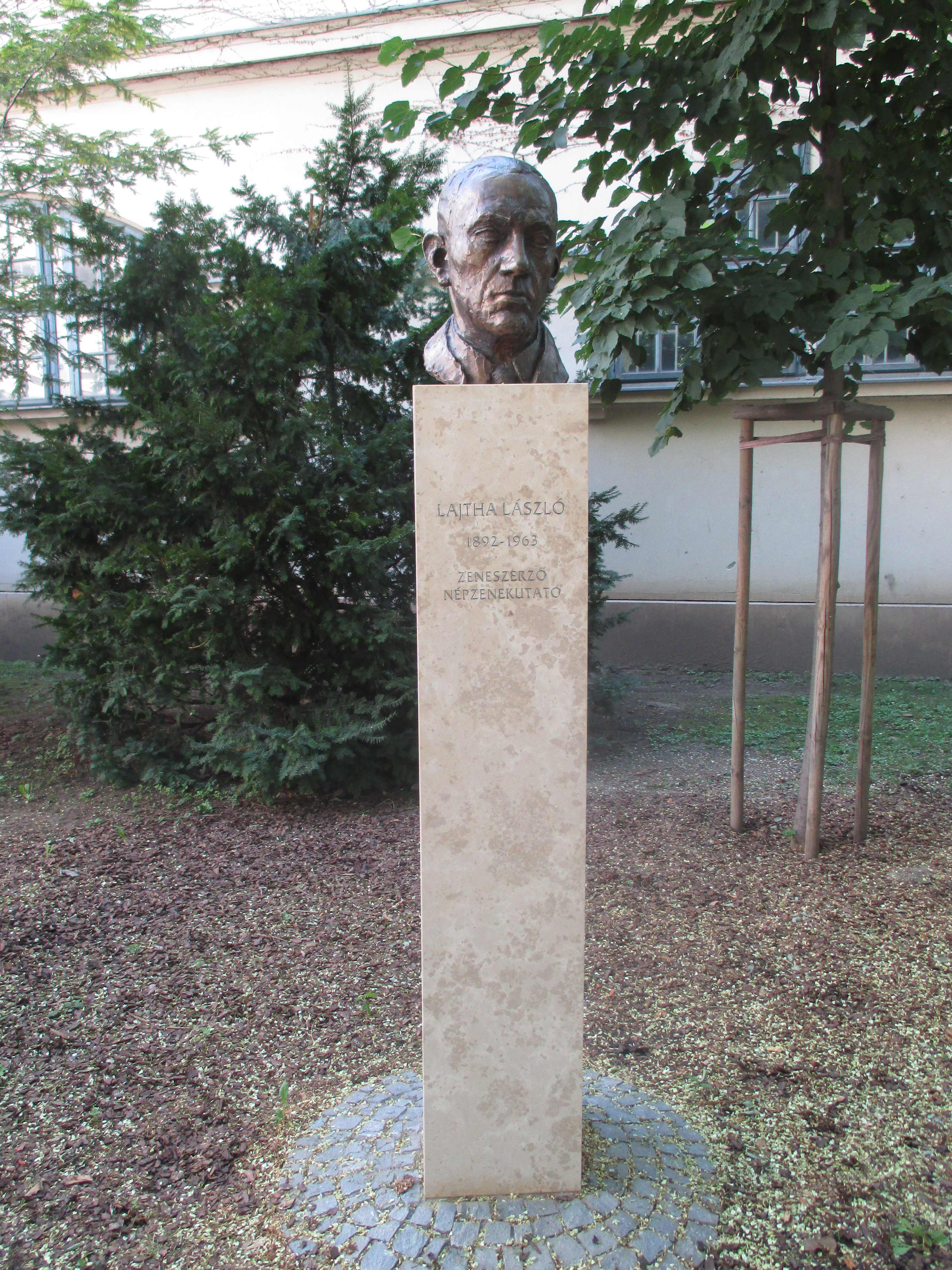
Lajtha László szobra
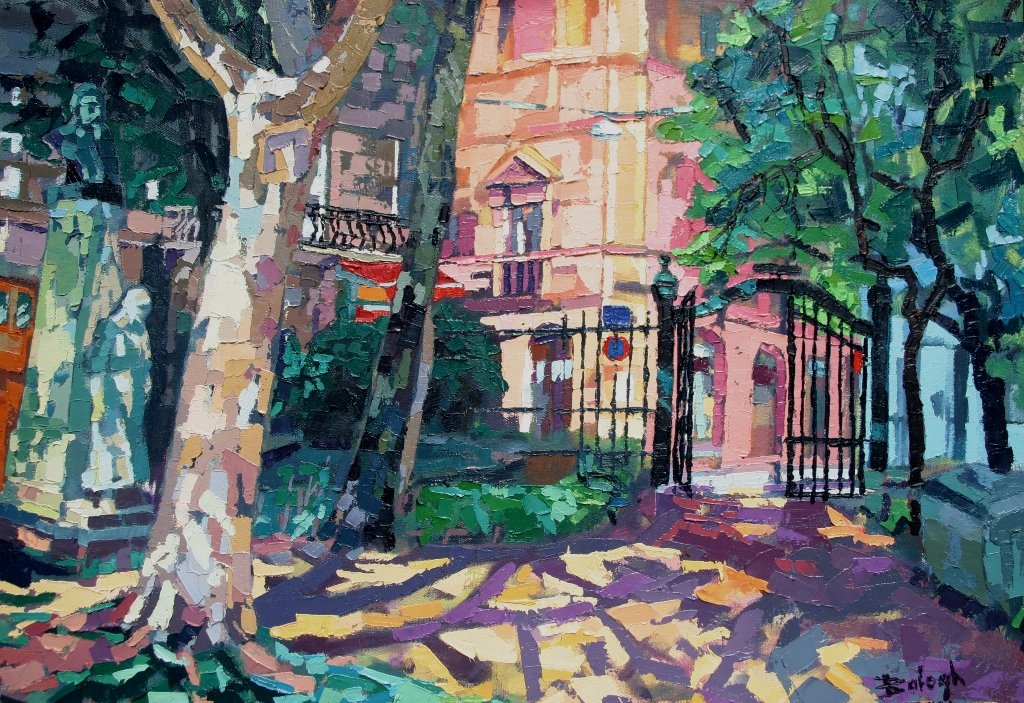
Károlyi-kert (Balogh Tibor festménye, 2010)
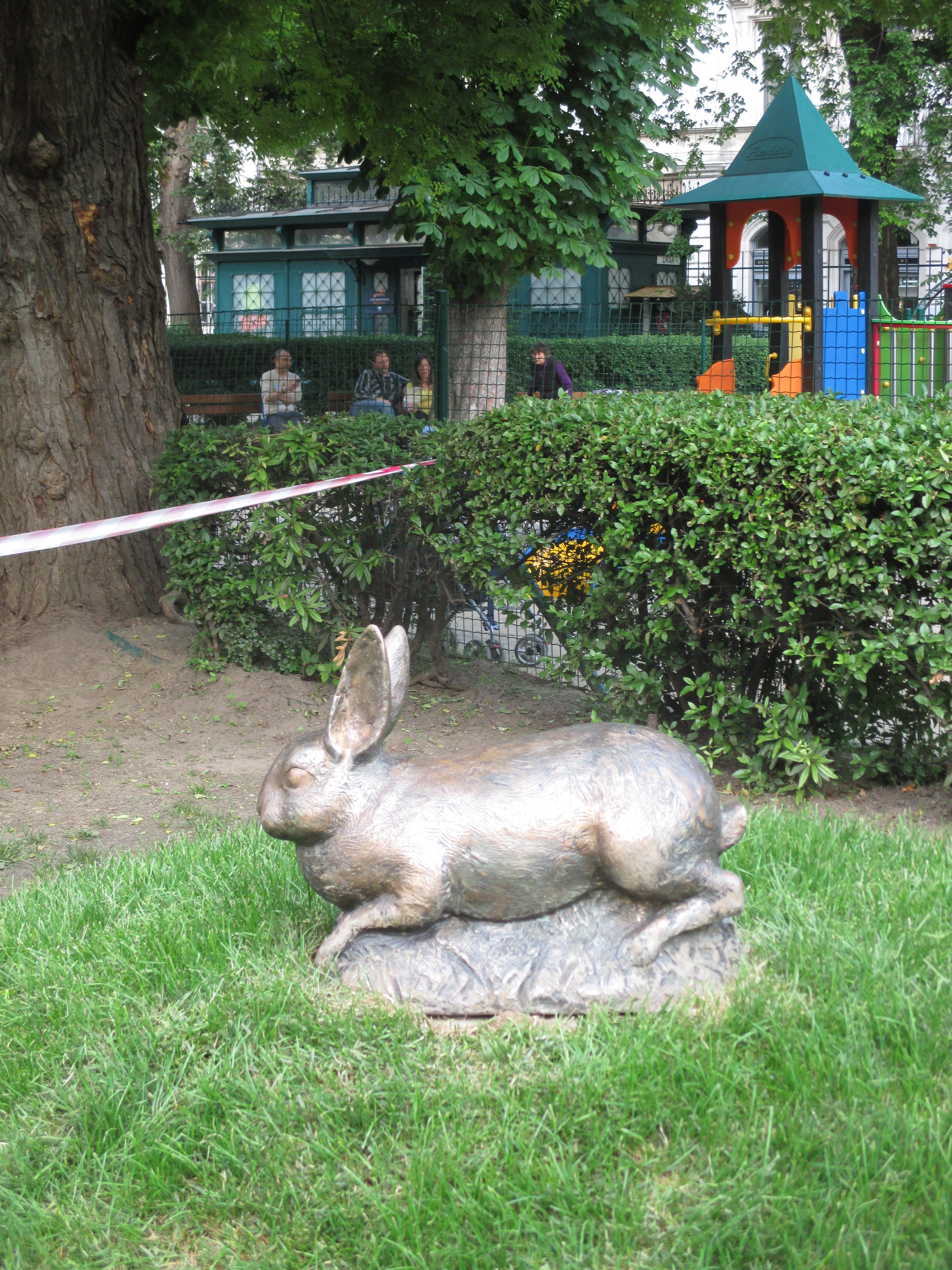
Károly, az elpusztult nyúl szobra
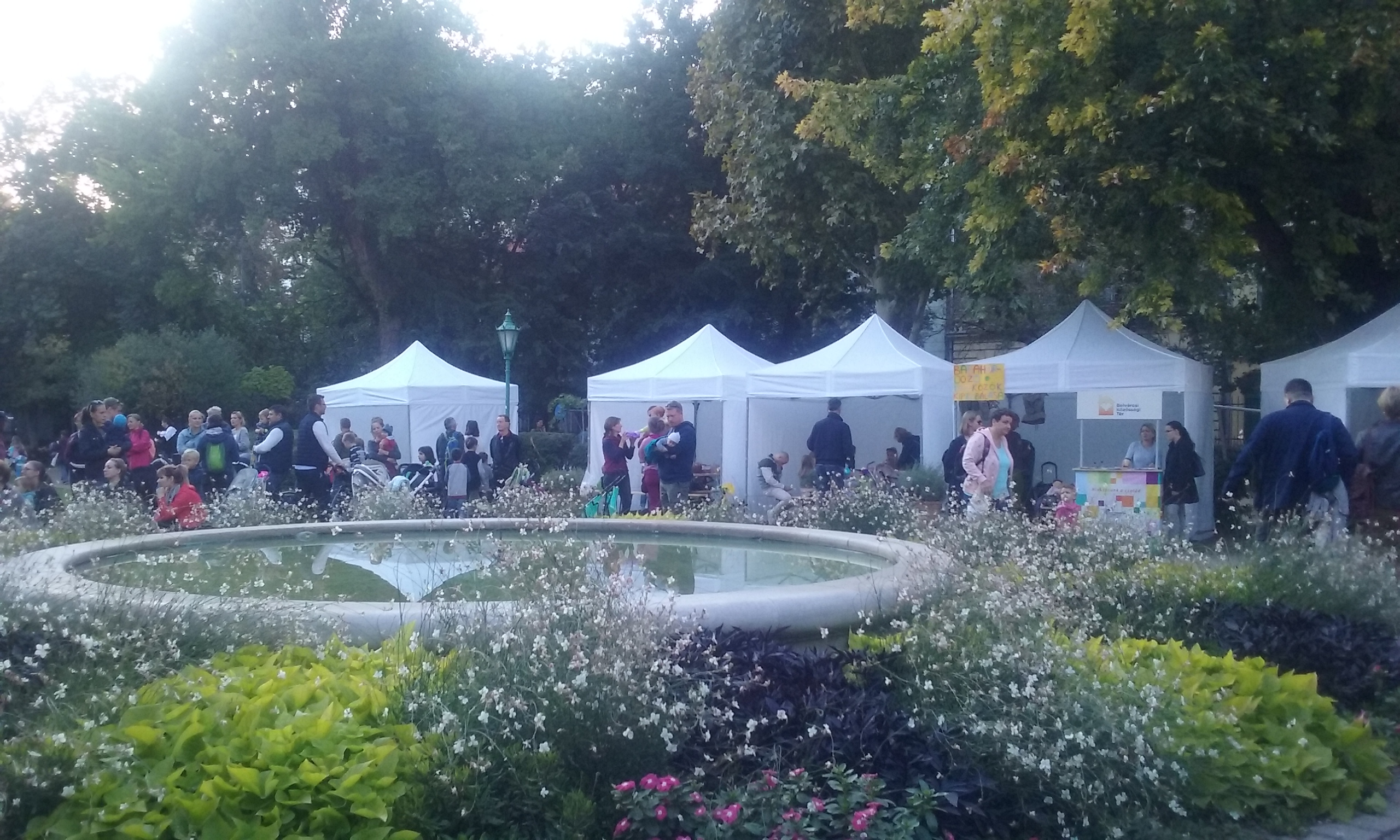
Kortárs gyermekirodalmi játszótér 2019 szeptemberében

### Könyvek
- ↑ BPL:  Budapest lexikon. Budapest: Akadémiai Kiadó (1993). ISBN 963 05 6410 6
- ↑ Fatsar: Fatsar Kristóf. Magyarországi barokk kertművészet. Budapest: Helikon (2008). ISBN 978 963 227 021 5
- ↑ Gombos: Gombos Zoltán. Régi kertek Pesten és Budán. Budapest: Natura (1974). ISBN 963 233 004 8
- ↑ KÖ:  Kertörökségünk: Történeti kertek Magyarországon. Budapest: MNM Nemzeti Örökségvédelmi Központ és a Civertan Bt. (2011). ISBN 978 963 7061 87 5

### Folyóiratok
- ↑ BR1950: Baranyainé Bónis Éva (1950). „Leletek a Fővárosi Képtár kertjéből (Károlyi-kert)”. Budapest Régiségei 15., 389-399. o.
- ↑ MÉP1984: Kecskésné Szabó Ildikó (1984). „A budapesti Károlyi-kert. A főváros egyik legrégibb történeti kertjének rekonstrukciója”. Magyar Építőművészet 33. (5.), 21. o.
- ↑ BUD1946/3: Thurzó Gábor (1946). „Belváros”. Budapest 2. (3.), 109. o.
- ↑ BUD1946/6: Lestyán Sándor (1946). „Az Egyetem utcai Károlyi-palota történelmi emlékei”. Budapest 2. (6.), 212-213. o.
- ↑ BUD1966/4: F. Tóth Rózsa (1966). „A régi pesti városfal, a Hatvani-kapu és rondellája”. Budapest 4. (4.).
- ↑ BUD1966/9: Orsovai G. Emil (1966). „Károlyi-kert (vers)”. Budapest 4. (9.).
- ↑ BUD1967/3: Vértesy Miklós (1967). „Kossuth Budapestért”. Budapest 5. (3.).
- ↑ BUD1967/8:  (1967) „Mátyás király pesti vadaskertje”. Budapest 5. (8.).
- ↑ BUD1967/10: Gál István (1967). „Nagy angol írók Budapestről”. Budapest 5. (10.).
- ↑ BUD1970/5:  (1970) „Mozaik a főváros múltjából – Ingyen telkek osztogatása”. Budapest 13. (5.).
- ↑ BUD1971/12: Zolnay László (1971). „Az új honalapítók”. Budapest 14. (12.), 39-41. o.
- ↑ BUD1974/10: Veszprémi Miklós (1974). „A Ferenczy utca”. Budapest 16. (10.).
- ↑ BUD1975/3: Gábor István (1975). „Károlyi-palota – Petőfi Irodalmi Múzeum”. Budapest 18. (3.).
- ↑ BUD1975/8: Vargha Balázs (1975). „Mándy Iván és teremtményei I”. Budapest 18. (8.).
- ↑ BUD1976/3: Széll Jenő (1976). „Belváros, kisváros”. Budapest 19. (3.).
- ↑ BUD1978/10: Károlyi Mihályné (1978). „Otthonaim”. Budapest 21. (10.).
- ↑ BUD1980/10: Rajna György (1980). „Köztéri díszkutak”. Budapest 23. (10.).
- ↑ BUD1982/12:  (1982) „Épületek díszítői - Kőfaragó- és Épületszobrászati Vállalat”. Budapest 25. (12.).
- ↑ BUD1983/4: Vargha Mihály (1983). „A nemzet színházának viszontagságai”. Budapest 27. (4.).
- ↑ BUD1987/1: Oszlay István (1987). „A Váci utca „folytatása” – Tervek a Belváros déli részének rendezésére”. Budapest 31. (1.).
- ↑ BUD2013/10: N. Kósa Judit (2013). „Halottaink a pesti parkokban”. Budapest 36. (10.).

### Honlapok
- ↑ BKK: A BKK Zrt. menetrendjei. bkk.hu. (Hozzáférés: 2025. május 18.)
- ↑ MEK: Pesti László–Tarjányi Ferenc: Budapesti nagy parkok növényjegyzéke: Károlyi-kert (pdf). mek.oszk.hu (Magyar Elektronikus Könyvtár) pp. 103–109, 2011. (Hozzáférés: 2025. május 18.)
- ↑ MOL: MOL Bubi gyűjtőállomások térképe. molbubi.hu. (Hozzáférés: 2025. május 18.)

### Internet
- A Károlyi-kert a Zöldtérkép.hu oldalán
- A Károlyi-kert a Műemlékem.hu oldalán
- P (3642) Károlyi család nemzetségi levéltára, 1246-1966
- Háromdimenziós rajz a kert úthálózatáról és jelentősebb növényeiről
- A Károlyi-kert a Zöldkalauz.hu oldalán
- Szabadtér tervezés történeti környezetben – egy választható egyetemi tárgy története és tapasztalatai

### Nyomtatott
- Nemeskéri János (1950). „A Fővárosi Képtár kertjében feltárt XI. századi sírok embertani leleteinek vizsgálata”. Budapest Régiségei 15..
- Éble Gábor. A Károlyi grófok nagykárolyi várkastélya és pesti palotája (1897)
- Révhelyi Elemér (1934). „Az Egyetem utcai volt Károlyi-palota építésének története”. Tanulmányok Budapest múltjából 2..
- Fatsar Kristóf (1999). „Franz Rosenstingl kerttervezői tevékenysége Károlyi Antal szolgálatában”. Ars Hungarica 27. (2.).